# Ferdinand Tönnies

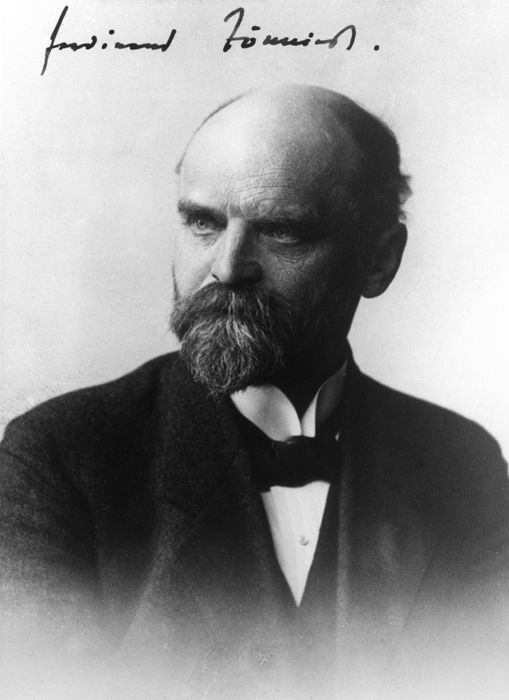
Ferdinand Tönnies, 1915

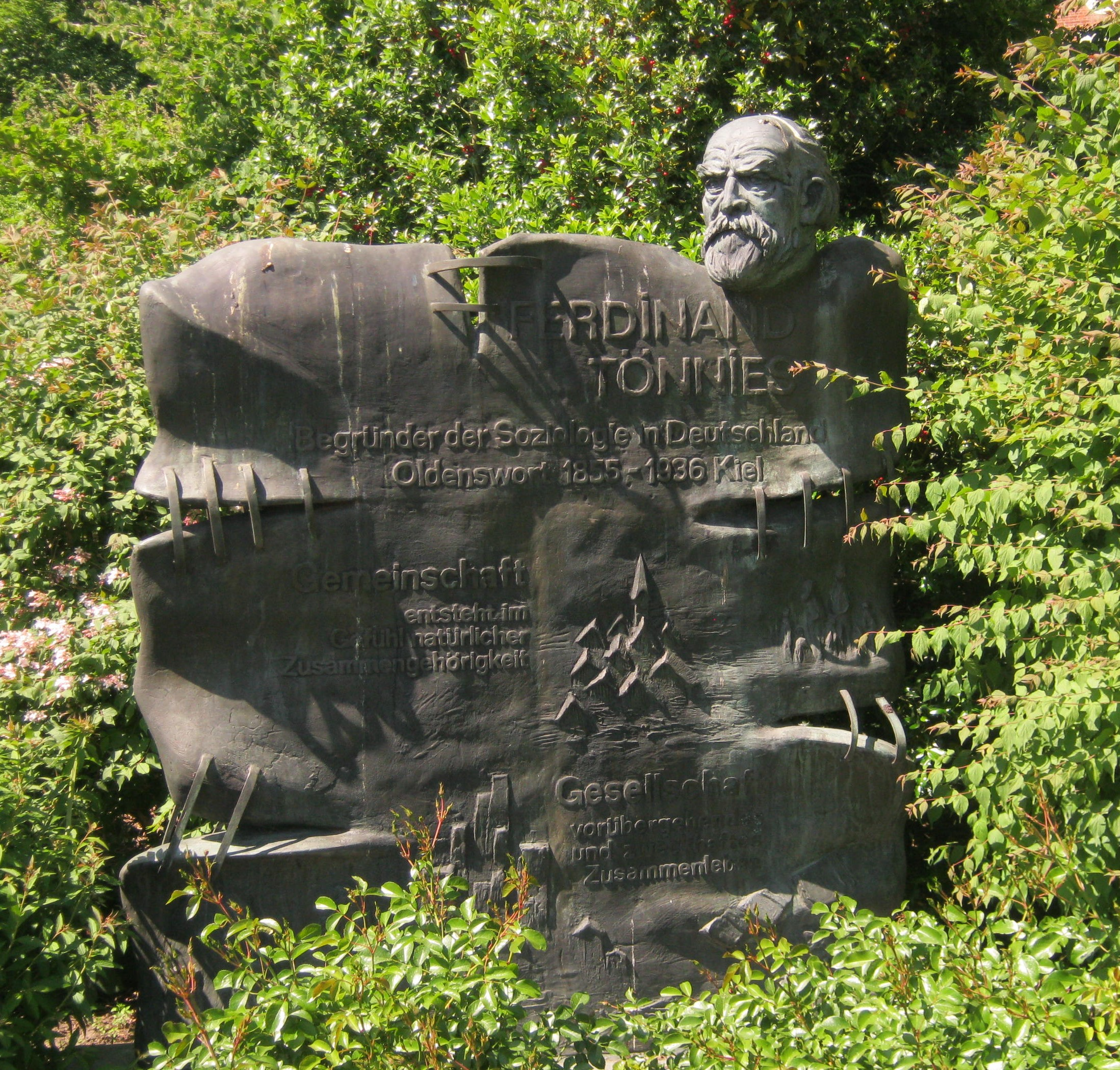
Tönnies-Denkmal im Geburtsort Oldenswort

Ferdinand Tönnies (* 26. Juli 1855 bei Oldenswort; † 9. April 1936 in Kiel) war ein deutscher Soziologe, Nationalökonom und Philosoph.
Mit seinem 1887 erschienenen Hauptwerk Gemeinschaft und Gesellschaft wurde er zum Begründer der Soziologie in Deutschland. Schon als Schüler war er Korrekturgehilfe des Dichters Theodor Storm, mit dem ihn eine lebenslange Freundschaft verband. Bereits mit 16 Jahren machte er Abitur in Husum, mit 22 Jahren wurde er mit einem philologischen Thema in Tübingen promoviert. Im Alter von 25 Jahren habilitierte er sich mit einer Arbeit über Leben und Werk des Thomas Hobbes an der Christian-Albrechts-Universität zu Kiel. Dieser Universität blieb er zeitlebens als Hochschullehrer verbunden, anfangs 27 Jahre als Privatdozent, weil die Ernennung zum Professor von der preußischen Kultusbürokratie blockiert wurde. Von 1909 bis 1933 war Tönnies Professor in Kiel, seit 1916 als Emeritus. 1921 übernahm er einen Lehrauftrag für Soziologie, der 1933 mit seiner Entlassung aus dem Beamtenverhältnis durch die nationalsozialistischen Machthaber endete. Zudem war er von 1909 bis 1933 Präsident der Deutschen Gesellschaft für Soziologie. In der Weimarer Republik war Tönnies die repräsentative Figur der deutschen Soziologie, sein Buch Gemeinschaft und Gesellschaft wurde zum Bestseller. Der von ihm erarbeitete Gemeinschaftsbegriff wurde jedoch von Jugendbewegung und Nationalsozialisten missbräuchlich verwendet und mit der Bezeichnung Volksgemeinschaft verfälscht. Nach dem Zweiten Weltkrieg wurde es in der deutschen Soziologie still um Tönnies. Erst ab 1980 schuf die Kieler Ferdinand-Tönnies-Gesellschaft mit ihrem Präsidenten Lars Clausen neue Perspektiven der wissenschaftlichen Beschäftigung mit ihrem Namensgeber.
Tönnies’ soziologisches System ist deshalb schwierig zu erschließen, weil mit Begriffsverwendungen operiert wird, die nicht denen der aktuellen Sozialwissenschaft entsprechen. Allgemeine Soziologie meint bei Tönnies jede wissenschaftliche Analyse von Menschen in Raum und Zeit, unter Einbeziehung von Biologie und Psychologie. Seine Spezielle Soziologie umfasst das, was heute dem Fach Soziologie insgesamt entspricht und nicht dem, was mit Spezieller Soziologie gemeint ist. Spezielle Soziologie differenzierte Tönnies in reine, angewandte und empirische Soziologie. Später fügte er seiner Systematik noch praktische Soziologie hinzu. Die Reine Soziologie besteht ausschließlich aus Gedankenkonstruktionen (Normalbegriffen), seine Angewandte Soziologie nutzt die Begriffe der Reinen Soziologie für das Verständnis gegenwärtiger Zustände und großer historischer Wandlungen, die empirische Soziologie beruht auf Beobachtung und Vergleich der wirklichen Erscheinungen des sozialen Lebens. Mit Praktischer Soziologie schließlich meint Tönnies politische Interventionen auf sozialwissenschaftlicher Grundlage, wie etwa seine Publikationen zum Hamburger Hafenarbeiterstreik 1896/97. Tönnies’ Hauptwerk Gemeinschaft und Gesellschaft ist eines der Reinen Soziologie, seine Kritik der öffentlichen Meinung eines der Angewandten Soziologie. Sein Alterswerk Geist der Neuzeit ebenfalls. Tönnies’ soziologisches Werk ist voluntaristisch und kann als Soziologie des Willens bezeichnet werden.

## Leben

### Kindheit und Jugend (1855–1872)

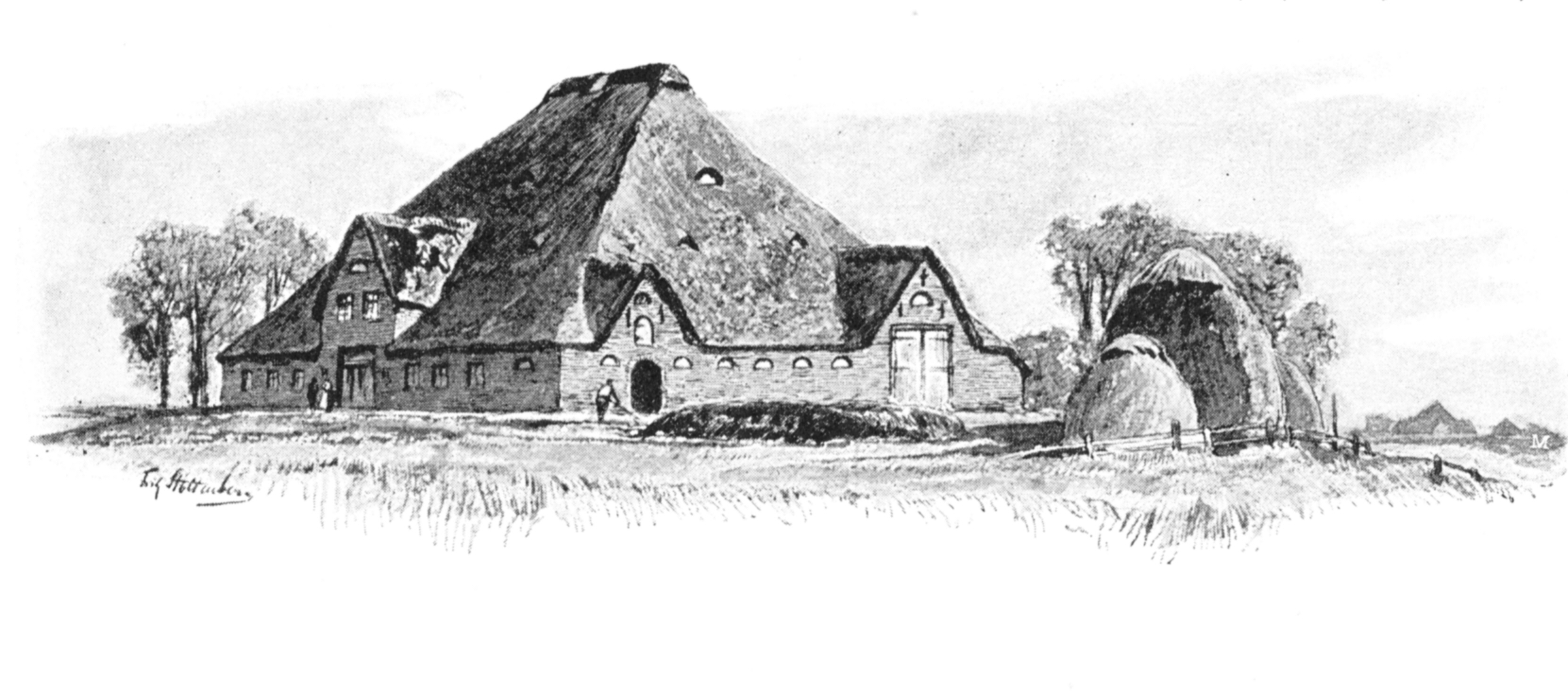
Eiderstedter Haubarg im 19. Jahrhundert

Tönnies war der einzige Soziologe seiner Generation, der vom Lande stammte. Er wurde am 26. Juli 1855 als drittes Kind des Kirchenvorstehers und Landwirts August Ferdinand Tönnies (1822–1883) und dessen Ehefrau Ida Frederica (geb. Mau, 1826–1915) auf dem Haubarg „De Riep“ bei Oldenswort auf der Halbinsel Eiderstedt im damals noch dänischen Herzogtum Schleswig geboren und erhielt den Taufnamen Ferdinand Julius. Die Eltern hatten sieben Kinder, vier Söhne und drei Töchter. Der Vater entstammte einem Eiderstedter Bauerngeschlecht, das es mit Pferde- und Rinderzucht zu Wohlstand gebracht hatte, der den Nachkommen jahrzehntelang Unterstützung und finanzielle Unabhängigkeit sicherte. Die Mutter kam aus einer ostholsteinischen Theologenfamilie. Sein älterer, nationalliberal gesinnter Bruder Gert Tönnies war zeitweilig Mitglied des Deutschen Reichstags und von 1908 bis 1918 des Preußischen Abgeordnetenhauses.

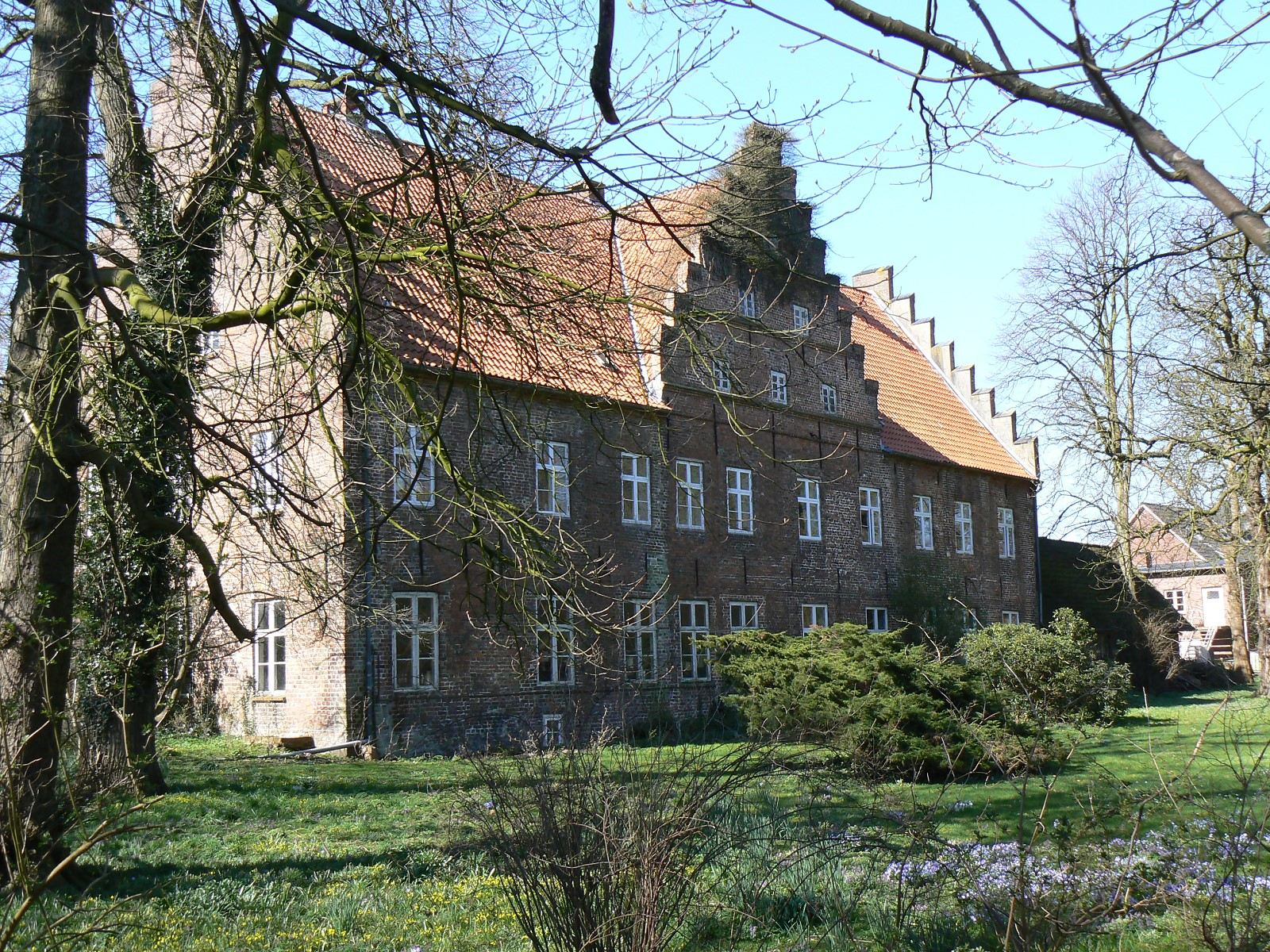
Kavaliershaus (auch „Tönnies-Haus“ genannt) in Husum

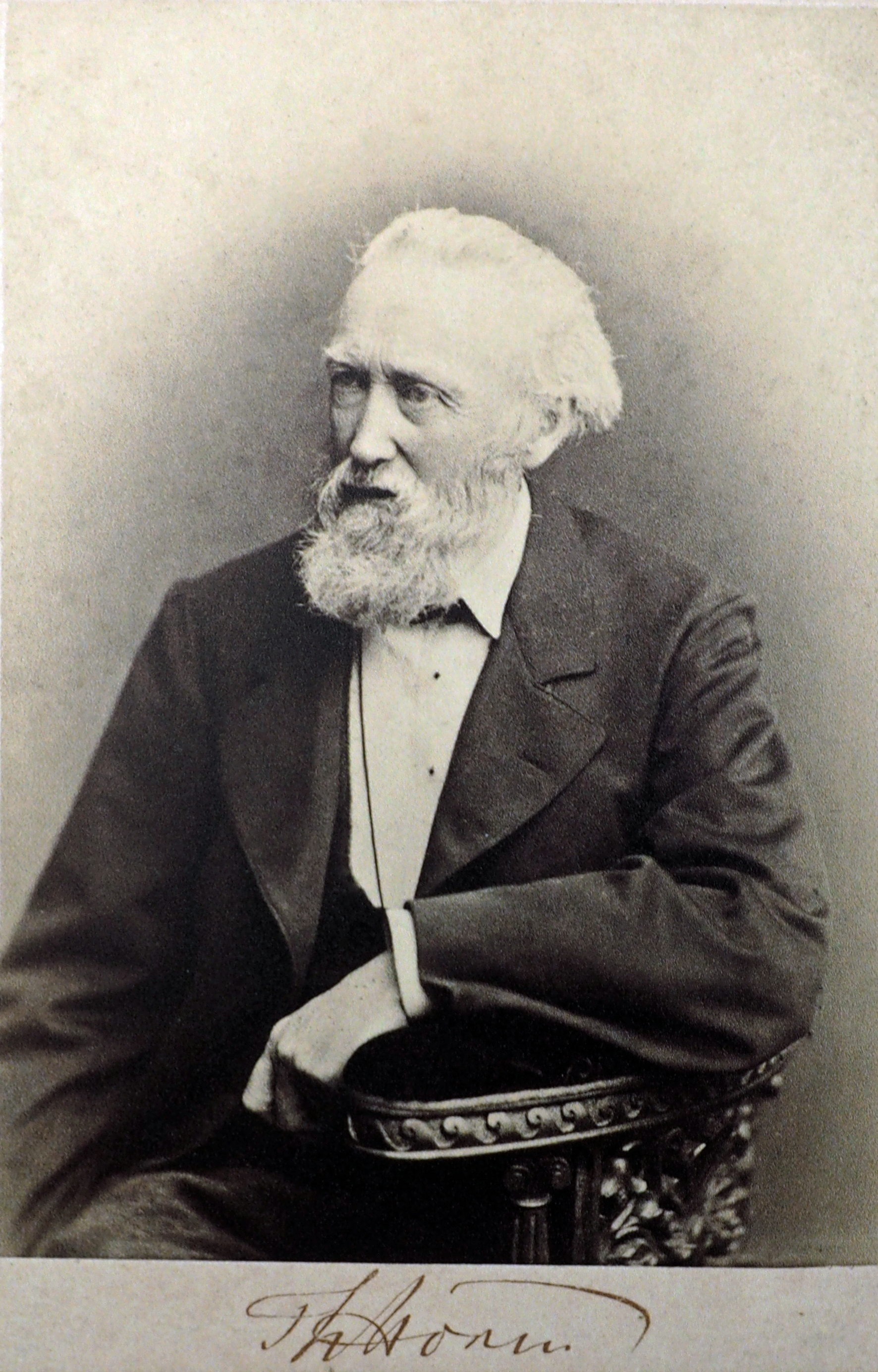
Theodor Storm, der viel ältere Freund

Ab seinem fünften Lebensjahr, 1860, besuchte Ferdinand Tönnies die Kirchspielschule Oldenswort, an der seine beiden älteren Brüder bereits unterrichtet wurden. Da er schon lesen konnte, kam er direkt zu seinem Bruder Wilhelm in die zweite, mittlere, Klasse. 1863 ließ der Vater ein Schulzimmer im Haubarg einrichten, in dem die Kinder von einem Hauslehrer unterwiesen wurden. Da der Hauslehrer, ein junger Theologe, nach einem Jahr eine Predigerstelle in Breitenburg annahm und ein Nachfolger für ihn nicht zu finden war, setzten Ferdinand und seine älteren Brüder ihre Ausbildung ab Januar 1865 an der Husumer Gelehrtenschule fort. Quartier nahmen sie bei einem Kolonialwarenhändler am Husumer Markt, zum Mittagessen gingen sie in die Wohnung des Amtmannes, eines Onkels, im Husumer Schloss. Doch schon im Mai 1865 wohnten sie wieder mit den Eltern und den jüngeren Geschwistern zusammen. August Tönnies hatte den Hof „De Riep“ verpachtet und das „Kavaliershaus“, ein ehemaliges Gästehaus des Husumer Schlosses, gekauft, das von den Husumern fortan „Tönnies-Haus“ genannt wurde. Damit wohnte die Familie in direkter Nachbarschaft der Grafenfamilie Reventlow, deren Oberhaupt Ludwig Graf zu Reventlow 1868 erster preußischer Landrat des Kreises Husum wurde. Mit dessen Töchtern Fanny und Agnes freundete sich Ferdinand an.
1869 ergab sich für den 14-jährigen Ferdinand bei einem Hausbesuch, der eigentlich dem ältesten Sohn des Husumer Amtsrichters und Dichters Theodor Storm galt, eine nähere Bekanntschaft mit dem 52-jährigen Hausherrn, der den Gymnasiasten zum Korrekturgehilfen für das von ihm herausgegebene „Hausbuch aus deutschen Dichtern seit Claudius“ machte. Daraus wurde eine vertraute Freundschaft, die bis zum Tode Storms Bestand hatte. In einem Brief an Gottfried Keller schrieb Storm über Tönnies: „Nächst, seinerzeit, Theodor Mommsen, ist er der bedeutendste junge Mann, den ich in meinem Leben gefunden habe, und dabei ein Junge, ich weiß nicht ob ‚nach dem Herzen Gottes‘, aber jedenfalls nach dem meinen; der Intimus meines Juristen und voll treuer Liebe für mich.“ Mit dem Juristen war Ernst Storm, der zweitälteste Sohn, gemeint, mit dem Tönnies seit 1878 befreundet war.
Der Einfluss, den der Dichter auf die Persönlichkeitsentwicklung und das Denken des jungen Tönnies nahm, war mannigfaltig. Besonders Storms Einstellung zu Recht und Gerechtigkeit war prägend. Intensive Gespräche über Kunst und Literatur ließen Tönnies lange zögern, sich für eine Zukunft als Literat oder als Wissenschaftler zu entscheiden. Noch aus späteren Jahren liegen Gedichte von ihm vor. Die enge Verbindung von Ferdinand Tönnies zur Familie Storm zeigt sich auch in seiner langjährigen Freundschaft zu den beiden Storm-Kindern Karl (1853–1899), den er aus seiner Schulzeit kannte, und Gertrud (1865–1936), die nach dem Tod ihres Vaters dessen Nachlass verwaltete.
Bereits mit 16 Jahren bestand er die Abiturprüfung mit den Fremdsprachen Latein, Griechisch, Hebräisch, Englisch, Französisch und Dänisch. Ein Mitglied der Königlichen Prüfungs-Commission hielt fest, dass er noch nie ein so schönes Abiturzeugnis unterschrieben habe. Bei der Entlassungsfeier in der Aula der Gelehrtenschule, am 23. März 1872, hielt Tönnies einen Vortrag über die Reformation im Elsass. Auf dieses Referat hatte er sich auf dem Gut Hagen eines Onkels vorbereitet. Dabei nutzte er zum ersten Mal die Kieler Universitätsbibliothek.

### Studium der Philologie bis zur Promotion (1872–1877)
Im April 1872 machte sich Tönnies, mit einem Empfehlungsschreiben Storms an den Sprachwissenschaftler Friedrich Max Müller versehen, der dort Gastprofessor war, auf den Weg nach Straßburg. Er wollte aus patriotischen Motiven an der im selben Jahr neugegründeten Kaiser-Wilhelm-Universität sein Studium beginnen, verließ die Stadt jedoch nach wenigen Tagen (von denen er einige in einem Zelt übernachten musste, weil es noch nicht genügend Unterkünfte gab), ohne sich immatrikuliert zu haben. Die Situation in Straßburg war ihm zu provisorisch. Weil er erfahren hatte, dass sein Vetter Friedrich Mau (1850–1919) in Jena studierte, begann er sein Studium der Philologie und Geschichte im Sommersemester 1872 an der dortigen Universität. Außerdem wurde er in der Burschenschaft Arminia auf dem Burgkeller aktiv, der er bis zu seinem Tode verbunden blieb. Nach drei Semestern wechselte Tönnies für ein Semester an die Universität Leipzig und dann für eines an die Universität Bonn und kehrte zum Wintersemester 1874/75 nach Jena zurück, belegte aber nur eine Vorlesung („Über Telegraphie“) und leistete gleichzeitig die erste Hälfte seines Wehrpflichtjahres im Füsilierbataillon des Infanterie-Regiments „Großherzog von Sachsen“ ab. Im folgenden Sommersemester war er nicht immatrikuliert und ließ sich auch vom Militärdienst beurlauben; er hatte sich während einer Kneipe seiner schlagenden Studentenverbindung am Kopf verletzt. Während seines Genesungsurlaubs an der Nordsee wurde er zur Disposition aus dem Militär entlassen. Aus dem Sommer 1875 stammt die erste Publikation Tönnies’ – unter seinem zweiten Vornamen Julius verfasste er eine Verteidigung von Burschenschaft und Couleurwesen, die er nachträglich eine „ziemlich gehaltlose“ nannte.

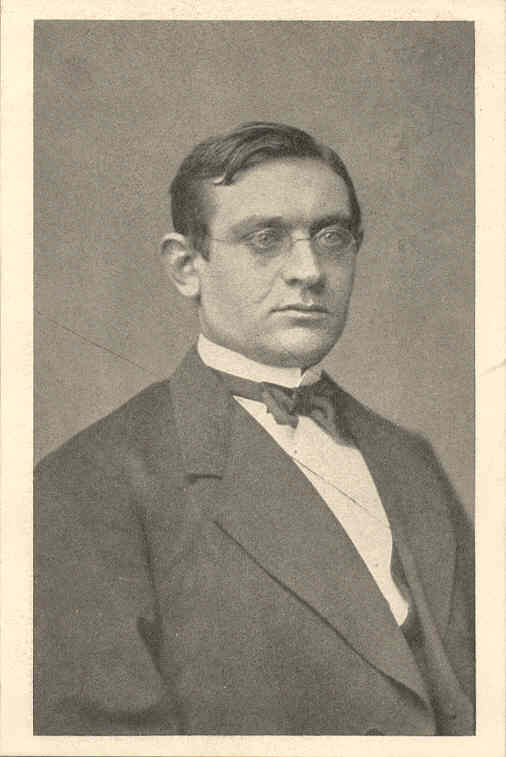
Freund Friedrich Paulsen

Im Wintersemester 1875/76 setzte Tönnies sein Studium an der Universität Berlin fort, dort besuchte er unter anderem zwei Vorlesungen („Erkenntnislehre“, „Kants Kritik der reinen Vernunft“) des Privatdozenten für Philosophie, Friedrich Paulsen, der aus dem nordfriesischen Langenhorn stammte. Aus diesem Kontakt resultierte eine tiefe Freundschaft, die über 30 Jahre bis zu Paulsens Tode 1908 währte und durch intensiven Briefwechsel dokumentiert ist.
Zum Sommersemester wechselte Tönnies an die Universität Kiel, ging dann wieder für ein Semester nach Berlin und wechselte schließlich zum Sommersemester 1877 an die Universität Tübingen. Dort wurde er im Juni mit einer lateinischen Dissertationsschrift über das Orakel des Ammon in der ägyptischen Oase Siwa („De Jove Ammone quaestionum specimen“) zum Dr. phil. promoviert. Das Thema der Arbeit hatte Ernst Curtius angeregt, Doktorvater war Ludwig von Schwabe. Damit hatte der knapp 22-jährige Tönnies die altphilologische Phase seines Studiums abgeschlossen, erkennbare Impulse für sein späteres Denken hatte sie ihm laut seinem Biographen Uwe Carstens nicht gegeben.

### Studium der Philosophie bis zur Habilitation (1877–1881)
Nach abgeschlossener Promotion überdachte Tönnies sein Berufsziel und strebte nun nicht mehr eine Tätigkeit als Gymnasiallehrer, wie er es unter Einfluss Paulsens erwogen hatte, sondern eine Universitätskarriere an. Auch von philologischen Studien verabschiedete er sich und wandte sich der Philosophie mit besonderem Blick auf ökonomische und sozialwissenschaftliche Zusammenhänge zu. Den Winter 1877/78 verbrachte er mit Selbststudium im Husumer Elternhaus. Er las Schriften von Thomas Hobbes, Adam Smith, David Ricardo und anderen, auch den damals noch einzigen ersten Band Das Kapital von Karl Marx, kam aber immer wieder auf Hobbes zurück. Um mehr über den englischen Denker zu erfahren, reiste er 1878 für zehn Wochen nach England, wo er bei seinem Bruder Gert Cornis Johannes Tönnies wohnte, der in London ein kaufmännisches Korrespondenzbüro leitete. Er recherchierte im Lesesaal des British Museum und saß nur wenige Meter vom in seine Studien vertieften Karl Marx entfernt, sprach ihn aber nicht an. Dort und bei Nachforschungen in anderen Archiven entdeckte er wichtige Hobbes-Handschriften, die seit Jahrhunderten nicht ausgewertet worden waren.
Nach seiner Rückkehr aus England verbrachte Tönnies das Wintersemester 1878/79 in Berlin, wurde Mitglied des „Statistischen Seminars“ der Universität, nahm an Übungen bei Adolph Wagner teil und hörte Vorlesungen von Ernst Engel und Richard Boeckh. Regelmäßig traf er sich in diesem Semester mit seinem Freund Friedrich Paulsen. Den Sommer 1879 verbrachte er wieder in Husum. Dort schrieb er seine „Anmerkungen über die Philosophie des Hobbes“, die auf Vermittlung Paulsens in vier Teilen (1879–1881) in Richard Avenarius’ Zürcher Vierteljahresschrift für wissenschaftliche Philosophie veröffentlicht wurden.
Im Winter 1879/80 ging Tönnies an die Universität Leipzig, weil er sich bei Wilhelm Wundt habilitieren wollte. Er hörte bei Wundt eine Vorlesung zur Psychologie, trieb aber hauptsächlich seine sozialwissenschaftlichen Studien voran und beschäftigte sich zunehmend mit den Hauptautoren des rationalistischen Naturrechts wie Samuel von Pufendorf, Jean-Jacques Rousseau, Immanuel Kant und anderen. Aus der Verbindung seiner Hobbes-Forschung mit der Nationalökonomie, dem Naturrecht und der vergleichenden Rechtsgeschichte entwickelten sich zu dieser Zeit die Grundgedanken seines Hauptwerkes. Laut Carstens lässt sich mit dem Jahr 1879 der Beginn der Entstehungsgeschichte von Gemeinschaft und Gesellschaft fixieren.
Die Habilitation bei Wundt zerschlug sich, denn dessen Ehefrau war mit Tönnies verwandt und er wollte nicht in den Verdacht der Vetternwirtschaft geraten. Nach einer seiner wiederholten Trinkkuren in der Schweiz, mit denen er seine Migräne milderte, kehrte er ins Husumer Elternhaus zurück. Dort arbeitete er an seinem Hauptwerk weiter. Hier erhielt er, wiederum auf Vermittlung Paulsens, eine Nachricht des Kieler Professors Benno Erdmann, der die Möglichkeit einer Habilitation mit den Hobbes-Arbeiten sah. Tönnies verzögerte das Vorhaben – er wollte erst ein Manuskript seines Hauptthemas vorlegen können, um die Habilitation damit zu erreichen. Im Frühjahr 1881 legte er Erdmann das Fragment von „Gemeinschaft und Gesellschaft“ als Habilitationsschrift vor. Sie bestand aus einer Einleitung und drei Kapiteln und enthielt bereits die wesentlichen Gedanken des späteren Hauptwerkes. Erdmann aber veranlasste die Fakultät, die bereits im Druck vorliegenden „Anmerkungen über die Philosophie des Hobbes“ als Habilitationsschrift anzunehmen. In der Habilitationsurkunde wurde jedoch vermerkt, dass zusätzlich „Gemeinschaft und Gesellschaft. Theorem der Cultur Philosophie“ vorgelegen habe.
Die Probevorlesung vor der Fakultät im Juni 1881 hatte „Platons Staat“ zum Thema. Damit wurde Tönnies kurz vor seinem 26. Geburtstag Privatdozent. Er blieb es 27 Jahre.

### Knapp drei Jahrzehnte als Privatdozent (1881–1908)

#### Kiel, Hamburg, Altona (1881–1901)
Ab Beginn seiner Privatdozentur spürte Tönnies, der nun meist in Kiel zur Untermiete wohnte, Unlust an den damit verbundenen Lehrverpflichtungen, weil er lieber allein forschte als lehrte. Mehrfach musste ihn sein Freund Paulsen ermahnen, Lehrveranstaltungen anzubieten, von denen der Erhalt des Privatdozenten-Status abhing. Seine erste Vorlesung an der Universität Kiel hielt er im Sommersemester 1882 über Naturrecht, vor acht Studenten, außerdem bot er eine Übung über das erste Buch der Politeia an. Das Interesse an seiner Lehre änderte sich im darauffolgenden Wintersemester kaum, seine Vorlesung über Spinozas Ethik fand größtenteils in seinen Privaträumen statt, eine angekündigte Übung über Platons Protagoras scheiterte an mangelnder Nachfrage.
Lieber unternahm er ausgedehnte Reisen, wie im Sommer 1883, in die Schweizer Berge, wo er mit den Nietzsche-Vertrauten Paul Rée und Lou Salomé eine Hütte teilte und sich unerwidert in Salome verliebte. Ähnlich war es ihm vorher bereits mit den Reventlow-Schwestern Fanny und Agnes ergangen. Umgekehrt war es mit der Storm-Tochter Gertrud (1865–1936), wovon Tönnies erst als Greis erfuhr, als ihm ein in den USA tätiger Germanistikprofessor einen Brief zur Verfügung gestellt hatte, in dem sie ihre Liebe zu ihm schilderte. Nach der Zurückweisung durch Salome zog sich Tönnies gekränkt nach Sils Maria zurück, wo ihm mehrfach Friedrich Nietzsche begegnete.
Trotz der Mahnungen Paulsens verbrachte er den Winter 1883 in Husum und arbeitete an „Gemeinschaft und Gesellschaft“. Im Frühjahr 1884 trat er seine zweite Reise nach England an, um einen Verleger für die Editionen der zwei von ihm wiederhergestellten Werke von Hobbes zu finden. Das gelang in Oxford, weitete sich aber wegen der Unzuverlässigkeit des Verlegers zu einer langwierigen und lästigen Angelegenheit, die weitere England-Reisen erforderte, aus. „Thomas Hobbes – Behemoth or the Long Parliament“ und „Thomas Hobbes – The Elements of Law – Natural and Politic“ erschienen erst fünf Jahre später in London.
Im Sommersemester 1885 kam er an der Kieler Universität seiner Lehrverpflichtung nach und bot eine Vorlesung über „Sozialwissenschaft und Rechtsphilosophie“ an. 1886 begleitete er das Ehepaar Storm auf einer Reise nach Weimar, im Spätsommer reiste er dann wegen der Editionsangelegenheit wieder nach London, recherchierte aber auch wieder im British Museum und fand das Original eines Briefes, den Gottfried Wilhelm Leibniz 1670 an Hobbes geschrieben hatte. Es sollte nicht seine letzte Hobbes-Entdeckung sein; in der Pariser Nationalbibliothek fand er 1888 die „Siebzehn Briefe des Thomas Hobbes an Samuel Sorbière“.
Nach siebenjähriger Arbeit am Manuskript erschien Ende Juli 1887 „Gemeinschaft und Gesellschaft. Abhandlung des Communismus und des Socialismus als empirischer Culturformen“. Das Buch wurde kaum beachtet, es wurden weniger als 400 Exemplare verkauft. Einige Rezensionen erschienen dann doch, etwa von seinem Freund Friedrich Paulsen, vom dänischen Philosophen Harald Høffding, mit dem Tönnies ebenfalls befreundet war, von Rudolf Eucken, Gustav Schmoller und auch Émile Durkheim.
Um seine Position als Privatdozent nicht zu gefährden, hielt er im Sommersemester 1888 wieder eine Vorlesung. Während dieses Semesters starb sein Freund Theodor Storm. Im Winter begann Tönnies mit empirischen Untersuchungen der Kriminalität und sammelte dabei unter anderem Material aus Personalakten und in persönlichen Gesprächen mit Inhaftierten des Zuchthauses in Rendsburg. Aufgrund seiner Arbeiten zur Kriminalstatistik und seiner Delinquenzforschung wurde er in den folgenden Jahren zunehmend als Gutachter bestellt.

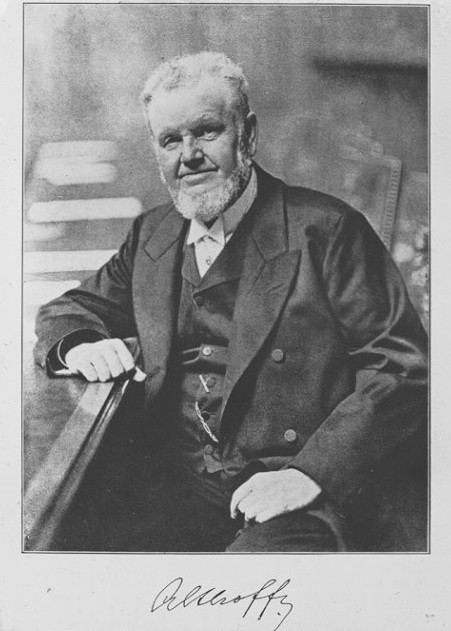
Friedrich Althoff, der Tönnies’ Berufung zum Professor lange verhinderte

Im Wintersemester 1890/91 verlegte Tönnies den Schwerpunkt der von ihm angebotenen Lehrveranstaltungen auf staatswissenschaftliche und ökonomische Themen. Inzwischen litt er an seinem akademischen Status und schrieb im Dezember an Paulsen: „Man läuft herum wie ein Student, der es nicht zum Referendar bringen kann.“ Ende des Jahres 1891 wurde ihm dann vom preußischen Kultusministerium das Professoren-Prädikat verliehen. Trotzdem blieb er Privatdozent, es handelte sich um eine Titularprofessur. 1892 zerschlug sich die Chance auf eine außerordentliche Professur (mit Aussicht auf eine spätere Übernahme des Lehrstuhls von Wilhelm Seelig) an der von Friedrich Althoff gestellten Bedingung, dass Tönnies seine Beteiligung an der Deutschen Gesellschaft für ethische Kultur unwiderruflich aufgab. Das lehnte er ab. Er war Gründungsmitglied dieser erst im selben Jahr gegründeten Vereinigung. Ihr Hauptziel war es, eine von religiösen Vorstellungen losgelöste Morallehre zu entwickeln. Althoff, einflussreicher und eigenwilliger Universitätsreferent des preußischen Ministeriums der geistlichen, Unterrichts- und Medizinalangelegenheiten, sollte der akademischen Karriere Tönnies’ noch mehrfach im Wege stehen, wohl auch wegen dessen bekannter Skepsis gegenüber der preußischen Administration des Kaiserreichs. In einem Gespräch mit Max Weber soll Althoff geäußert haben, Huren und Professoren könne er sich an jeder Straßenecke kaufen, nur Ferdinand Tönnies nicht.
Im Juli 1893 verlobte sich Tönnies mit der zehn Jahre jüngeren Marie Sieck (1865–1937), die er als Haushälterin und Gesellschafterin einer seiner Kieler Wohnungs-Vermieterinnen kennengelernt hatte. Marie war die Tochter eines Pächters aus dem ostholsteinischen Kirchnüchel. Am 22. Mai 1894 wurde das Paar in Kiel standesamtlich getraut, am Tag darauf kirchlich. Die Hochzeitsfeier fand im historischen Gasthof „Voßhaus“ in Eutin statt. Bald darauf zog Tönnies mit seiner Frau von Kiel nach Hamburg, wo das Ehepaar in einer bescheidenen Etagenwohnung im Stadtteil Uhlenhorst lebte. Der Kieler Universität blieb Tönnies als Privatdozent weiter verbunden, obwohl von ihm angekündigte Vorlesungen nicht immer zustande kamen.
Obwohl nun verheiratet, setzte er seine intensiven Reisetätigkeiten fort, immer ohne seine Ehefrau (die einzige Ausnahme gab es erst 1924 mit einer gemeinsamen Italienreise, die mit einer Kongressteilnahme in Rom verbunden war). Im Juni 1894 nahm er an einem Kongress in London teil und besuchte bei dieser Gelegenheit Friedrich Engels. Im Oktober beteiligte er sich auf eigene Initiative und eigene Kosten am Gründungskongress des Internationalen Instituts für Soziologie in Paris. Er war von René Worms persönlich eingeladen worden. Seine auf dem Kongress gewonnenen Erkenntnisse schilderte er in einem Artikel der Wiener Wochenschrift Die Zeit. In den Jahren 1896 und 1897 stellte Tönnies drei seiner wichtigsten Publikationen fertig: die Preisschriften „Die Tatsache des Wollens“ (erst posthum veröffentlicht) und „Philosophische Terminologie in psychologisch-soziologischer Absicht“ sowie die Monographie „Hobbes. Leben und Lehre“.
Im November 1896 begann der große Hamburger Hafenarbeiterstreik, Tönnies stellte sich bald auf die Seite der Streikenden, unterzeichnete im Januar 1897 gemeinsam mit Otto Baumgarten, Friedrich Naumann und anderen den „Professoren-Aufruf“. Tönnies entging einem Disziplinarverfahren des preußischen Kultusministeriums nur knapp, der aus alphabetischen Gründen als erster aufgeführte Baumgarten hatte nicht so viel Glück. Auf das Ende des Streiks im Februar 1897 reagierte Tönnies mit zwei Zeitschriftenartikeln und dem Buch „Die Wahrheit über den Streik der Hafenarbeiter und Seeleute in Hamburg 1896/97“. Dieses politische Engagement minderte seine beruflichen Aufstiegschancen, seine Bewerbung auf eine Professur für Nationalökonomie an der Universität Zürich blieb erfolglos.
Aus privaten Vorträgen, die er in Hamburg hielt, ging Ende 1897 die kleine Schrift „Der Nietzsche-Kultus“ hervor, laut Uwe Carstens die erste soziologische Auseinandersetzung mit Nietzsche. Darin würdigt er die rhetorisch glanzvollen Gedanken des Philosophen, bezweifelt aber deren Realitätswert: „Fürwahr, es hat nicht viel auf sich.“
Am 31. Januar 1898 wurde das erste Kind des Ehepaars geboren und auf den Namen Gerrit Friedrich Otto getauft. Bald darauf zog die Familie nach Altona, damals noch eine selbstständige holsteinische Stadt. Von dort aus gelang Tönnies die Gründung einer Hamburger Abteilung der Deutschen Gesellschaft für ethische Kultur. Im April 1899 besuchte er den befreundeten Harald Høffding in Kopenhagen. Laut Carstens hatte sich Høffding als erster Wissenschaftler ernsthaft mit „Gemeinschaft und Gesellschaft“ beschäftigt. 1900 verließ Tönnies den Vorstand der Deutschen Gesellschaft für ethische Kultur und trat aus der Organisation aus, blieb der Ethischen Bewegung aber prinzipiell zugeneigt und veröffentlichte weiterhin bis zum Lebensende in der Zeitschrift Ethische Kultur.
In Altona wurde am 14. Februar 1900 das zweite Kind der Eheleute Tönnies geboren, Franziska Maja Hedwig Elisabeth. Im Frühjahr folgte der Umzug nach Eutin.

#### Zwanzig Jahre in Eutin (1901–1921)
In der Eutiner Auguststraße mietete Tönnies für ein Jahr das Obergeschoss eines Hauses mit Garten, kaufte dann aber das ganze Haus. Die Universität Kiel, an der der Privatdozent weiterhin Vorlesungen und Übungen hielt, war von Eutin aus mit der Bahn gut zu erreichen. In das kulturelle Leben der Provinzstadt war er nach Aufnahme in die Eutiner Literarische Gesellschaft eingebunden, deren Vorsitzender er später fünfzehn Jahre lang war. Seine Ehefrau freute sich, wieder nahe ihrem Geburtsort Kirchnüchel zu leben, manche ihrer Jugendfreunde wohnten inzwischen in Eutin.
Im Frühjahr 1902 reiste Tönnies (mit finanzieller Unterstützung der Universität) nach London und Paris, um weiter nach Hobbes-Manuskripten zu forschen. Dabei fand er erneut Briefe des Philosophen, die noch nicht publiziert waren. Es folgte im Sommer 1903 eine Vortragsreise zu den Hochschul-Ferienkursen in Salzburg. Im Herbst verpflichtete er mit Willy Schlüter einen Privatsekretär (Amanuensis), mit dem er bald wenig Freude hatte. Schlüter war ständig auf Reisen, von denen er eine Vielzahl von Briefen an Tönnies schickte, in denen sich bald dessen „narzisstischer Größenwahn“ zeigte. Schließlich waren es nur noch Bettelbriefe, die vom ehemaligen Gehilfen kamen, der in ständigen Finanznöten war. Tönnies reagierte darauf bis zum Tode Schlüters 1935 mit kleinen Geldzuwendungen.
Am 10. Oktober wurde in Eutin das dritte Kind der Eheleute Tönnies geboren, der Sohn Jan Friedrich. Kurz nach der Geburt des vierten Kindes, der Tochter Carola Theodora Elisabeth am 17. August 1904, machte Tönnies sich auf den Weg nach Amerika. Hugo Münsterberg hatte ihn als Vortragsredner zu einem Kongress im Rahmen der Weltausstellung nach St. Louis eingeladen. Er reiste mit einer großen deutschen Delegation auf dem Schnelldampfer Kaiser Wilhelm der Große, weitere Teilnehmer waren Max und Marianne Weber, Werner Sombart sowie Georg Simmel. Am 21. September hielt Tönnies dort den Vortrag „The Present Problems of Social Structure“. Der wurde in der März-Nummer 1905 des American Journal of Sociology veröffentlicht und Tönnies künftig als Mitherausgeber der Zeitschrift genannt. Während seiner Reise besuchte er auch Chicago, wo an der Universität seit 1892 das von Albion Woodbury Small gegründete, weltweit erste Hochschulinstitut für Soziologie bestand.
In den nächsten Jahren folgten kleinere Reisen, die Fortsetzung der Vorlesungen in Kiel und Arbeit an Publikationen. Am 30. August 1907 kam mit dem Sohn Kuno das fünfte Kind zur Welt. Im September hielt Tönnies auf dem Dritten Internationalen Kongress für Philosophie in Heidelberg Vorträge über die Biographie Hobbes’ und über seine neue Methode zur Vergleichung statistischer Reihen. Während seines Heidelberg-Aufenthaltes wohnte er beim Ehepaar Max und Marianne Weber.
Und am 20. Oktober 1908 starb Friedrich Althoff, der die akademische Karriere Tönnies’ anhaltend blockiert hatte. Wenige Wochen danach, am 31. Dezember, wurde Tönnies zum Außerordentlichen Professor der wirtschaftlichen Staatswissenschaften der Universität Kiel ernannt. Noch vor Beginn des Sommersemesters 1909 wurde daraus ein persönliches Ordinariat (Ordentlicher Honorarprofessor). Die Ernennungen waren mit der Erlaubnis verknüpft, den Wohnsitz im nicht-preußischen Eutin, das Teil des Großherzogtums Oldenburg war, aufrechtzuerhalten.

### Professor in Kiel (1908–1916)
Ab dem Sommersemester 1909 hielt Tönnies im regelmäßigen Turnus zwei große Vorlesungen zur Nationalökonomie und lehrte statistische Methoden. Der Etablierung der Soziologie in Deutschland widmete er sich in der Deutschen Gesellschaft für Soziologie (DGS). Diese als Verein organisierte Fachgesellschaft wurde am 3. Januar in Berlin von 39 Wissenschaftlern gegründet, von denen zu diesem Zeitpunkt keiner hauptamtlicher Soziologe war. Der erste deutsche Lehrstuhl für Soziologie wurde erst zehn Jahre später an der Universität Frankfurt am Main eingerichtet und mit Franz Oppenheimer besetzt. Tönnies wurde zum DGS-Präsidenten gewählt und blieb es bis 1933. Weitere Mitglieder des Gründungsvorstandes waren neben anderen Alfred Ploetz, Georg Simmel, Heinrich Herkner (der bald durch Werner Sombart ersetzt wurde), Alfred Vierkandt und Max Weber. Obschon Tönnies öffentlich deutlich Position in gesellschaftlichen und politischen Fragen bezogen hatte (zum Beispiel im Hamburger Hafenarbeiterstreit) und das auch fortsetzte, besonders mit seinen Publikationen gegen den heraufziehenden Nationalsozialismus, stand er bei der DGS-Gründung im Werturteilsstreit an der Seite Max Webers, legte die Werturteilsmaxime jedoch nicht als Dogma aus.
Im Juli 1911 nahm Tönnies am Ersten Weltrassenkongreß (First universal Races Congress) in London teil. Die Zusammenkunft hatte das Ziel, „die gegenseitige Kenntnis und Achtung zwischen westlichen und orientalischen Völkern zu fördern.“ Er wollte ursprünglich als offizieller Vertreter der DGS nach London fahren, hatte sich mit dem Vorschlag aber nicht gegen Sombart, Vierkandt und besonders den Rassentheoretiker Ploetz durchsetzen können. Daher trat er als Sekretär für Deutschland auf.
1912 erschienen bedeutsame Zweitauflagen früherer Tönnies-Bücher. „Gemeinschaft und Gesellschaft“, in erster Auflage 1887 mit dem Untertitel Abhandlung des „Communismus und des Socialismus als empirischer Culturformen“, erschien nun mit dem Untertitel „Grundbegriffe der reinen Soziologie“ und war von Tönnies verändert und leicht erweitert worden. Und auch sein Hobbes-Buch, 1896 als „Thomas Hobbes – Leben und Lehre“ publiziert, kam in zweiter Auflage heraus, nun als „Thomas Hobbes. Der Mann und der Denker“.

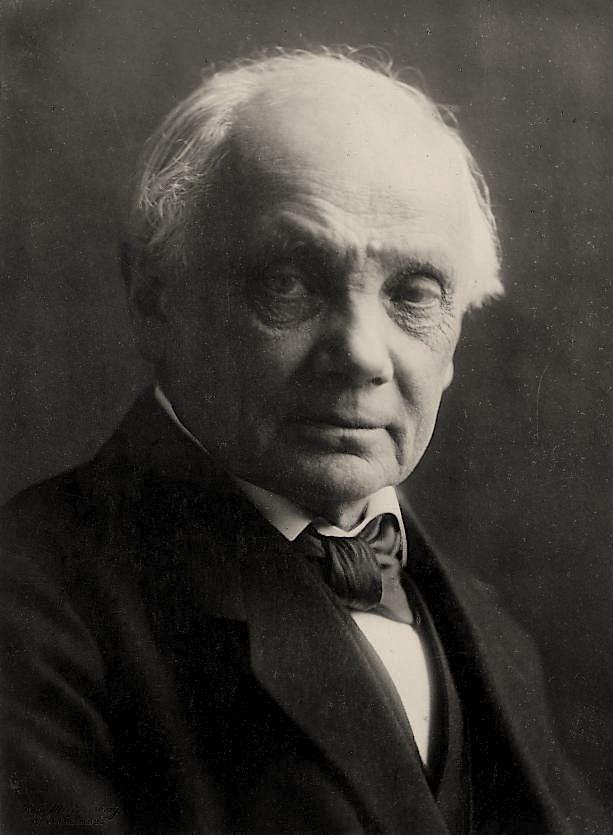
Harald Høffding, dänischer Freund und häufiger Korrespondenzpartner

Im September 1913 gab es eine erneute Veränderung des akademischen Status. Tönnies erhielt das zweite Ordinariat für Staatswissenschaft an der Kieler Universität. Zufrieden war er damit nicht. An Høffding schrieb er 1915: „Diese Stellung entspricht nicht ganz der Idee meiner wissenschaftlichen Absichten.“ Konsequent ließ er sich im Herbst 1916 von seinen Lehrverpflichtungen entbinden und wurde im Alter von 61 Jahren zum Emeritus, um sich ganz der Forschung zu widmen. Fast zeitgleich verlieh ihm das Preußische Staatsministerium den Titel eines Geheimen Regierungsrates. Laut Carstens hatte das „beinahe den Anschein, als wollte man vergangenes Unrecht an der Person Tönnies ein kleines Stückchen wieder gut machen.“

### Geheimrat und freier Publizist (1916–1921)

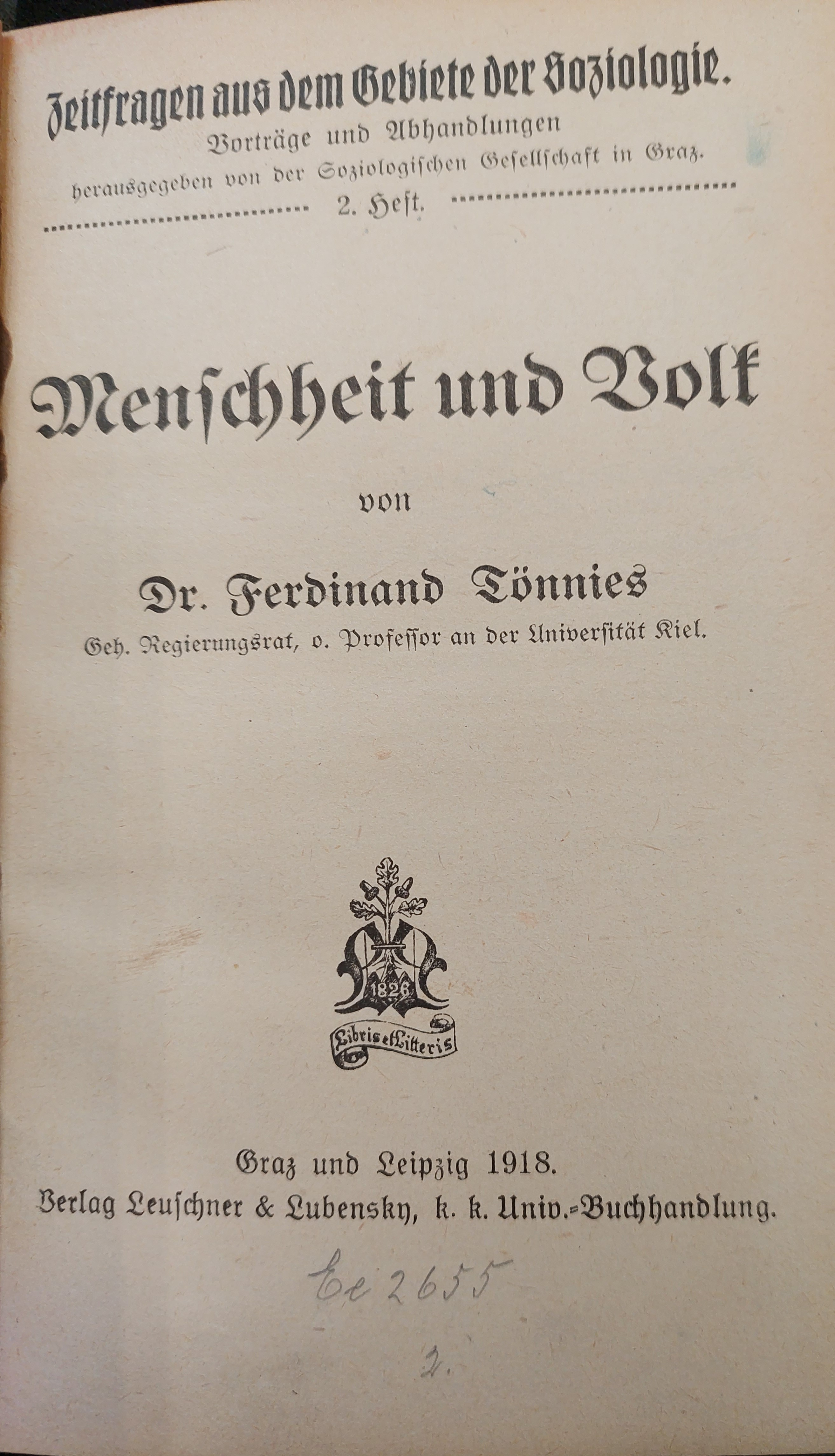
Menschheit und Volk (1918)

Tönnies’ Sohn Gerrit war im Spätsommer 1916 zum Kriegsdienst einberufen worden und wurde nach kurzer Ausbildung an die Westfront verlegt. Er galt bald als vermisst und kehrte erst 1920 aus französischer Kriegsgefangenschaft zurück.
Während des Krieges hatte Tönnies auf eigene Initiative, zum Teil gemeinsam mit seinem jüngeren Kollegen Cay Baron von Brockdorff, mehrere „neutrale Reisen“ nach Dänemark und Schweden unternommen, um dort „den feindlichen Einflüssen etwas entgegenzusetzen“, wie er in einem Brief an Max Weber ankündigte. Er war von Deutschlands Unschuld zutiefst überzeugt. In diesem Sinne verfasste er von 1915 bis 1922 sechs größere Abhandlungen zur Kriegsschuldfrage. Dennoch, darauf weist Carstens hin, teilte er nie die „hurrapatriotische Unterstützung“ für die Ideen von 1914 anderer Gelehrter, zu denen auch Sombart zählte.
1918 wurde ihm vom Präsidenten des finnischen Senats das Finnische Freiheitskreuz III. Klasse verliehen, weil er sich während seiner Skandinavienreisen und durch Publikationen für die Unabhängigkeit Finnlands eingesetzt hatte. Wegen der Nachkriegswirren konnte ihm die Auszeichnung erst im Januar 1920 von der finnischen Gesandtschaft überreicht werden. 1920 wurde auch die DGS wiederbelebt, deren Aktivitäten während des Weltkrieges geruht hatten.
Nach der Ablösung der Monarchie durch die Republik gehörte Tönnies zur zahlenmäßig kleinen republikanisch-demokratischen Minderheit unter den deutschen Hochschullehrern. Gegenüber den Zielen der Novemberrevolution von 1918/19, deren Beginn er als Augenzeuge des Kieler Matrosenaufstandes erlebte, hatte er dagegen starke Vorbehalte. Im Rahmen einer Gegenwartsdiagnose, die er im Oktober 1922 auf dem Internationalen Soziologischen Kongress in Wien präsentierte, bezeichnete er „proletarische Revolutionen“ als „paradoxe Phase im Gesamtprozess der politischen Revolution der Neuzeit.“ Ihr Ergebnis sei zwar, wie in Deutschland oder Österreich, die Veränderung der Staatsform gewesen, soziologisch gesehen hätte das aber dazu geführt, „die gesellschaftlichen Mächte zu erheben und zu verstärken, denen die proletarische Empörung entgegenwirken wollte und will“.

### Lehrbeauftragter für Soziologie in Kiel (1921–1933)
Die angespannte wirtschaftliche Situation zwang Emeritus Tönnies 1921 dazu, das Haus in Eutin zu verkaufen, den Wohnsitz der Familie nach Kiel zu verlegen und zur Verbesserung der Einkünfte das Angebot des preußischen Kultusministers Carl Heinrich Becker anzunehmen, im Rahmen eines Lehrauftrages für Soziologie das Fach an der Universität zu installieren. Im November 1921 verlieh ihm die neugegründete Universität Hamburg die Ehrendoktorschaft der Rechte. Am 20. Juni 1925, und nicht wie häufig angeführt 1927, kam die Ehrendoktorwürde der Rechts- und Staatswissenschaftlichen Fakultät der Universität Bonn dazu.
Am 6. Juni 1924 heiratete die Tochter Franziska den Soziologen Rudolf Heberle, der ein Jahr zuvor bei ihrem Vater promoviert hatte und inzwischen an der Universität Königsberg tätig war. Nach einem dreijährigen Forschungsaufenthalt Heberles in den USA kehrte die Familie (inzwischen war der erste Tönnies-Enkel geboren worden) nach Kiel zurück, wo Heberle habilitiert wurde und als Privatdozent lehrte. Die Heberles wohnten in der Parterrewohnung des Hauses, in dem das Ehepaar Tönnies im 2. Stock residierte. 1936 emigrierten sie in die USA.
Der 70. Geburtstag des Geheimrats wurde in Kiel feierlich begangen, 500 Bürger ehrten den Jubilar am Vorabend mit einem Fackelzug, der mit einem Dinner im Institut für Weltwirtschaft, zu dem Bernhard Harms geladen hatte, endete. Am eigentlichen Tag des Geburtstages versammelten sich 200 Freunde und Schüler, um Tönnies mit einem Fest-Kommers zu feiern. Den September verbrachte er im Forscherheim Assenheim des Max zu Solms, um seinen Geburtstag mit Kollegen nachzufeiern. Mehrfach wiederholte Tönnies seine Besuche im Forscherheim, jeweils im Herbst. Das Heim entsprach dem, was sich Tönnies schon vierzig Jahre zuvor als „Philosophische Gemeinde“ gewünscht hatte. Bei seinen Besuchen entstand ein väterlich-freundschaftliches Verhältnis zu Solms.
Er präsidierte bei mehreren Soziologentagen der DGS, hielt regelmäßig Lehrveranstaltungen in Kiel ab und führte seine soziographischen Arbeiten fort. Am 250. Todestag von Thomas Hobbes am 4. Dezember 1929 wurde in Oxford die Internationale Hobbes-Gesellschaft gegründet und Tönnies zum Präsidenten gewählt.
Als 1930 in der Weimarer Republik die Zeit der Präsidialkabinette begann, die nicht von Parlamentsmehrheiten abhängig waren, sondern sich auf das Notverordnungsrecht stützen, traten Ferdinand und Marie Tönnies aus der evangelischen Kirche aus und in die SPD ein. Der Freidenker Tönnies war ohnehin nur aus Rücksicht auf seine Familie Kirchenmitglied gewesen, angesichts des gebrochenen Verhältnisses der evangelisch-lutherischen Kirche zur Weimarer Republik war ihm die Mitgliedschaft unerträglich geworden. Seine parteipolitische Ungebundenheit gab er auf, weil die Republik immer weiter nach rechts driftete. Seine Frau folgte ihm bei beiden Schritten, so Carstens, nicht aus blindem Gehorsam, sondern aus Überzeugung.
1930 begann auch der publizistische Widerstand des 75-Jährigen gegen die politische Entwicklung. Mit der Schrift „Ist es wirklich so schlimm“ rief er zur Wahl der SPD auf. Bald wurde er deutlicher. Mit „Das Flugblatt der Verleumdung. Ein Denkmal der Schmach für den nationalsozialistischen Studentenbund“ prangerte er die studentische Vereinigung an, die den Theologen und Nazigegner Otto Baumgarten diffamiert hatte. 1932 nahm er massiv Partei für die SPD, so im Aufruf „Schleswig-Holsteiner, hört zu!“, der am 29. Juli in der Schleswig-Holsteinischen Volkszeitung (VZ) erschien. Noch mehrfach positionierte er sich in Zeitungsartikeln gegen die Rechtsentwicklung, fürchtete aber eher die Restauration der Monarchie als eine Machtübernahme der Nationalsozialisten. Denen räumte er keine lange Überlebensdauer ein: „Und wenn der Cäsarimsus Mussolinis bald 12 Jahre sich gehalten hat, so würde ein Cäsarimsus Hitlers gewiß keine zwölf Wochen dauern.“ Diese Fehleinschätzung teilte er mit vielen Republikanern. Längst war er mit seinen Publikationen ins Visier der nationalsozialistischen Parteipresse geraten.

### Letzte Jahre im Nationalsozialismus (1933–1936)
Adolf Hitler war am 30. Januar 1933 von Reichspräsident Paul von Hindenburg zum Reichskanzler ernannt worden. Am 19. Februar fand im großen Festsaal der Berliner Krolloper ein Kongress mit dem Titel Das Freie Wort statt, an dem neben dem Organisator Carl von Ossietzky, Harry Graf Kessler, Rudolf Olden, Wolfgang Heine und anderen auch Ferdinand Tönnies teilnahm. Nach einer kritischen Anmerkung Heines über die Nationalsozialisten wurde die Versammlung polizeilich aufgelöst.

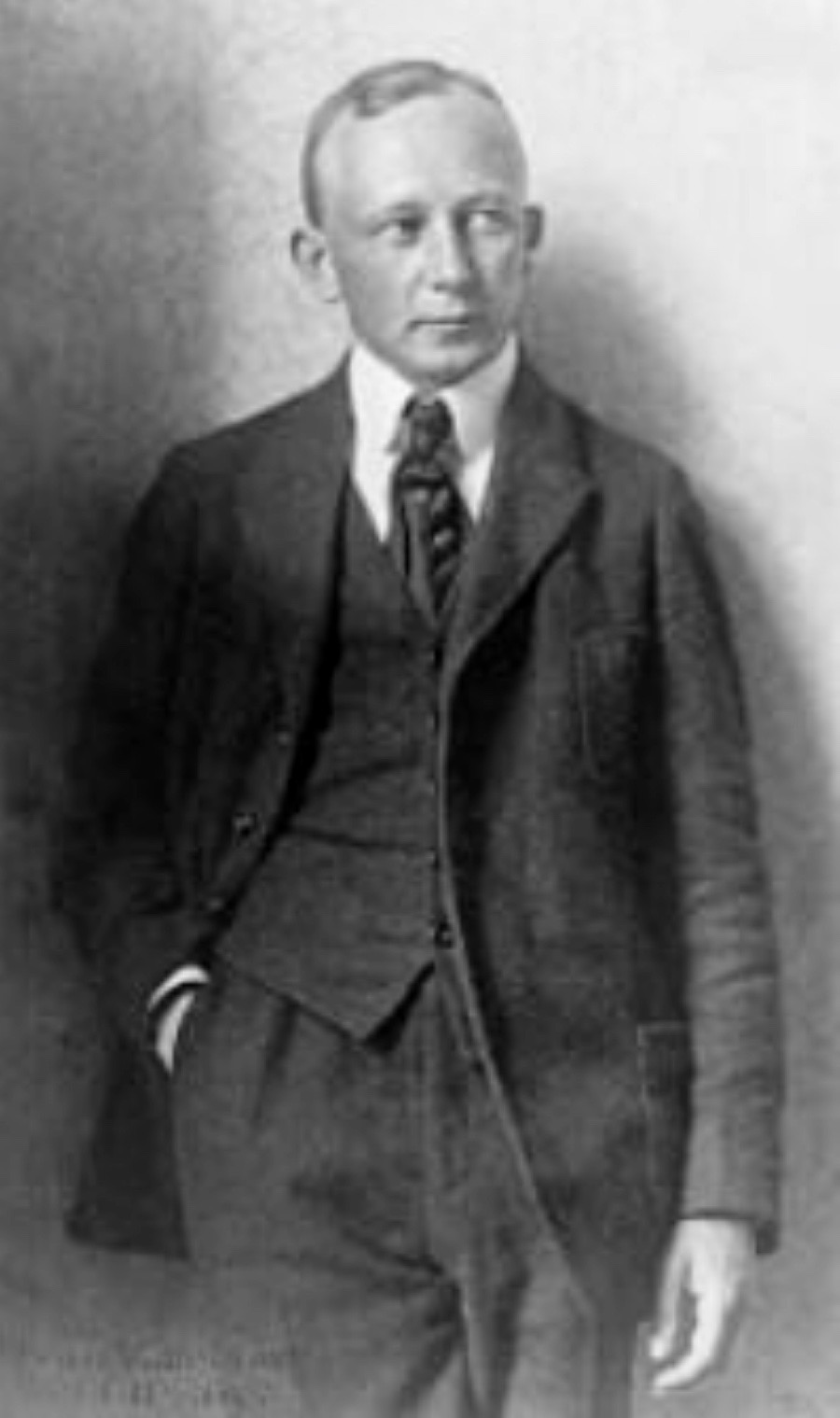
Hans Freyer, er wurde 1933 DGS-Präsident und legte die Fachgesellschaft still

Auf dem für Herbst 1933 geplanten 8. Deutschen Soziologentag wollte Tönnies aus Alters- und Gesundheitsgründen vom DGS-Präsidentenamt zurücktreten. Da aber der Soziologentag abgesagt wurde (er fand erst 1946 statt) und sich in Jena inzwischen um Franz Wilhelm Jerusalem und seinen Assistenten Reinhard Höhn eine regimetreue Opposition zur „liberalen“ DGS gebildet hatte, die mit einer Gegengründung drohte, wurde Tönnies im August satzungswidrig als Präsident abgelöst und von einem Drei-Männer-Gremium, bestehend aus dem Präsidenten Werner Sombart, dem Schriftführer Leopold von Wiese und dem Beisitzer Hans Freyer, ersetzt. Dagegen protestierte Tönnies und wurde daraufhin in dieses Gremium kooptiert. Auf einer regulären Mitgliederversammlung im Dezember 1933 in Berlin wurde dann Freyer zum neuen Präsidenten gewählt, der die DGS in den folgenden Jahren stilllegte.
Zu dieser Zeit war Tönnies schon kein Angehöriger der Universität mehr. Mit Bescheid vom 26. September 1933 war er gemäß dem Gesetz zur Wiederherstellung des Berufsbeamtentums aus dem Staatsdienst entlassen worden und hatte kein Einkommen mehr. Erst im Laufe des Jahres 1934 billigte man ihm eine „Minimalpension“ zu, die eher symbolischen Charakter hatte und keinesfalls den Bedarf des täglichen Lebens finanzieren konnte. Obwohl es kein eindeutiges „Publikationsverbot“ für ihn gab, nahm die Zahl seiner Veröffentlichungen rapide ab. Mit der Gleichschaltung der Presse waren die Zeitungen und Zeitschriften, für die er geschrieben hatte, verschwunden. Zudem war nach dem Inkrafttreten des Heimtückegesetzes im Dezember 1934 jeder bedroht, der ein kritisches Wort gegenüber Regierung oder Partei wagte. So war Tönnies die Möglichkeit genommen, den Einkommensverlust durch Publikationshonorare zu kompensieren. In seinem Studierzimmer gab er noch bis 1936 soziologische Privatkurse.
Finanziell und in seiner Wirksamkeit sehr eingeschränkt, gelang es ihm, mit Unterstützung seiner Schüler und Mitarbeiter Eduard Georg Jacoby und Ernst Jurkat 1935 den ersten Teil (der zweite Teil war, obwohl er fast fertig gestellt war, Jahrzehnte verschollen) seines letzten Werkes „Geist der Neuzeit“ fertigzustellen. Und er fand mit Hans Buske aus Leipzig einen Verleger, der mutig genug war, das Buch zu veröffentlichen. Buske gab im selben Jahr auch die 8. Auflage von „Gemeinschaft und Gesellschaft“ heraus. Und auch die Festschrift zum 80. Geburtstag „Reine und Angewandte Soziologie“, mit der Freunde und Weggefährten das Schaffen Tönnies’ würdigten, wurde von Buske verlegt. Der ließ ein Exemplar davon dem alten Soziologen per Eilboten zukommen, weil er von dessen inzwischen kritischem Gesundheitszustand wusste. Das Buch erreichte den Geehrten am 7. April 1936. Zwei Tage später starb Ferdinand Tönnies. Seine um zehn Jahre jüngere Ehefrau Marie folgte ihm am 19. November 1937. Beider Grab befindet sich auf dem Kieler Eichhof.

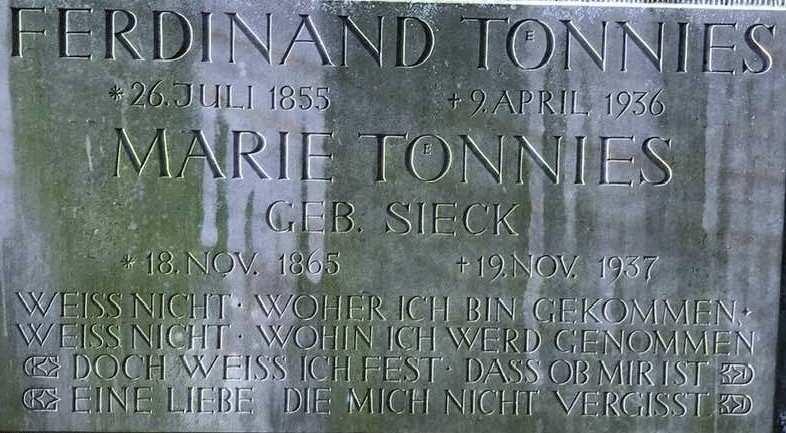
Grabstein-Inschrift, Grabstelle der Eheleute Ferdinand und Marie Tönnies auf dem Kieler Eichhof

Tönnies hatte 1935 verfügt, dass sein Gehirn und Schädel dem Institut für Gehirnforschung in Berlin-Buch übergeben und dort untersucht werden sollte. Das geschah, etwaige Befunde haben sich nicht erhalten. Erst im Mai 1998 wurden seine wiederentdeckten Gehirnteile im Oldensworter Kellergrab der Familie Tönnies beigesetzt.
Ferdinand und Marie Tönnies hinterließen fünf Kinder, vier davon verließen Deutschland, und fünf Enkelkinder, darunter Sibylle Tönnies, Jan Peter Toennies und Klaus Hinrich Heberle. Ferdinand Tönnies’ Großneffe und seines Bruders Gert Tönnies Großenkel war der in Garding 1922 geborene Bankdirektor Uwe Tönnies.
Der umfangreiche Tönnies-Nachlass wird von der Schleswig-Holsteinischen Landesbibliothek in Kiel betreut. Er umfasst insbesondere Manuskripte und umfangreiche Briefwechsel sowie 30 Taschenkalender und 137 Notizbücher.

## Werk

### Philosophische Einflüsse und Forschungen

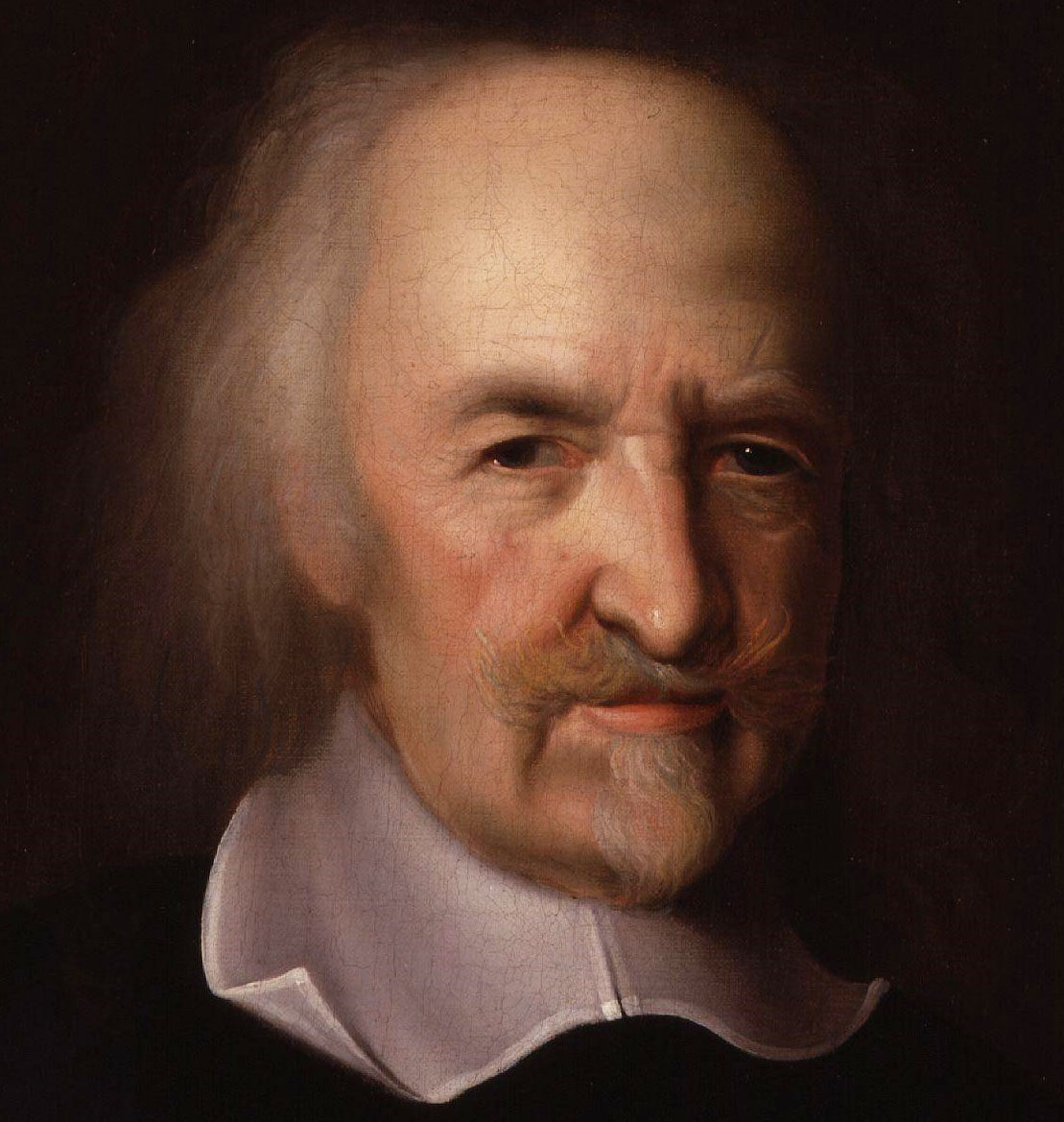
Thomas Hobbes (Ausschnitt aus einem Gemälde von John Michael Wright, circa 1669–1670)

Die Soziologie des habilitierten Philosophen Tönnies basiert auf den Gedanken verschiedener klassischer Denker. Im Bereich der Erkenntnistheorie, der Methodologie und der Konstruktion seiner Grundbegriffe orientierte er sich an Spinoza, zu dessen Werk er mehrfach publizierte. Spinozas Gedanken vom Menschen als Naturwesen und von der Sozietät als Naturprodukt sah er als grundlegend für die Soziologie als Wissenschaft. Schopenhauers Willenstheorie hatte Einfluss auf die Konzeption von Wesen- und Kürwillen, wobei Tönnies Schopenhauers Gedanken zum Willen aus ihrem metaphysischen Zusammenhang löste. Bei der Konstruktion seines Gesellschaftsbegriffs schloss er sich eng an Thomas Hobbes an. Bei der Analyse der Entwicklung der modernen Sozialwelt und der Beziehung zwischen Kapital und Arbeit folgte er den Gedanken, die Karl Marx in Das Kapital dargelegt hatte.
Auf Anregung seines Freundes Friedrich Paulsen hatte Tönnies als 22-Jähriger die Lektüre des Hobbes’schen Leviathan begonnen und sich Schriften über den englischen Philosophen beschafft. Er kam zum Schluss, dass die üblichen Darstellungen in den Lehrbüchern unzulänglich seien, und begann seine Nachforschungen in deutschen, britischen und französischen Archiven. Damit wurde er zum Pionier der neueren Hobbes-Forschung. Er gab nicht nur The Elements of Law, Natural and Politic in ihrer ursprünglichen Gestalt heraus, sondern fand eine ganze Reihe von weiteren Manuskripten, Briefen und Zeugnissen, die er bearbeitete und durch Publikationen zugänglich machte. Sein Buch Thomas Hobbes. Leben und Lehre zeigte laut Willms „erstmals mit aller Deutlichkeit, daß jener ‚verrufene‘ Hobbes einer der grundlegenden Denker der Neuzeit ist.“ Als verrufen und Monstrum von Malmesburry galt Hobbes den Klerikalen seiner Zeit und auch später wegen seiner Kritik der Priesterherrschaft.
Die Entdeckung und Aneignung Hobbes’ durch Tönnies vollzog sich zeitgleich mit seinen Arbeiten am soziologischen Hauptwerk Gemeinschaft und Gesellschaft. Was Naturrecht und Staatslehre angeht, gibt es zwischen Tönnies und Hobbes auffällige Parallelen. An einem wichtigen Punkt folgte Tönnies Hobbes nicht. Entgegen der Auffassung vom Krieg aller gegen alle meinte Tönnies, der Friede mit allen sei der natürliche Zustand. Darauf beruht sein Prinzip der Bejahung. Zum Krieg aller gegen alle sei es erst in der künstlichen Sozialform Gesellschaft gekommen.
Laut Albert Salomon kann das gesamte Tönnies-Werk als eine Bestätigung dafür gelesen werden, dass für ihn die Grundgedanken des Historischen Materialismus die ergiebigste Methode waren, um soziale Prozesse zu verstehen. Seine Übereinstimmung mit Marx beschränkt sich jedoch auf die Deutung, dass die ökonomische Entwicklung die Formen determiniert, die politische Institutionen und das geistige Leben annehmen. Tönnies sah aber die Ökonomie weder konkret noch abstrakt als Basis der Gesellschaft. Das soziale Dasein sei aus seinen natürlichen Grundlagen heraus zu erklären. Der Ökonomie komme zwar eine überwältigende Rolle für das Sozialleben zu, ökonomische Verhaltensmuster selbst seien jedoch Ausdruck natürlicher Lebensfunktionen.

### Tönnies’ soziologisches System
Noch vor Georg Simmel und Max Weber schuf Tönnies ein soziologisches System, das beansprucht, die gesamte historische und aktuelle Kultur in ihrem Sein und Werden darzustellen und verständlich zu machen. Daher wird er als Gründer der Soziologie im deutschsprachigen Raum bezeichnet. Im Internationalen Soziologenlexikon heißt es dazu: „Mit T. beginnt in Deutschland die einzelwissenschaftliche Soziologie und damit eine neue Epoche sozialwissenschaftlicher Erkenntnis.“
„Gemeinschaft und Gesellschaft“ ist der Basis-Text, in dem Tönnies sein soziologisches System entfaltet. Alle späteren wissenschaftlichen Publikationen sind letztlich Ergänzungen, Erläuterungen, Vertiefungen oder Anwendungen. Das deutet der Untertitel der zweiten Auflage von 1912 an: „Grundbegriffe der reinen Soziologie“. Seine umfassende Systematik publizierte Tönnies 1925 im Aufsatz Die Einteilung der Soziologie.
Tönnies’ Soziologie lädt ohne Kenntnis seiner Begriffsarchitektur (Bammé) zu Fehldeutungen und Missverständnissen ein, weil viele der von ihm verwendeten Bezeichnungen innerhalb des Faches inzwischen eine ganz andere Bedeutung haben. Die Benennungs-Systematik stammt aus einer Zeit, in der es noch keine etablierten soziologischen Kategorien gab.

#### Allgemeine Soziologie
Allgemeine Soziologie meint in der aktuellen Begriffsverwendung die Kategorien und Hypothesen, mit denen soziales Verhalten in den verschiedenen Lebensbereichen erklärt wird. Tönnies verstand unter Allgemeiner Soziologie dagegen alle Zusammenhänge der Menschen in Raum und Zeit, unabhängig davon, ob sie zueinander in Beziehung stehen oder nicht, ob sie im primitiven oder entwickelten kulturellen Zustand leben. Er untergliederte die Allgemeine Soziologie in Sozialbiologie, Sozialpsychologie und die wiederum dreigegliederte Spezielle Soziologie (die dem entspricht, was heute insgesamt als Soziologie bezeichnet wird und nicht dem, was heute mit Spezieller Soziologie gemeint wird). Die Praktische Soziologie ist nicht Teil der ursprünglichen Triade, wurde von Tönnies aber gesondert bezeichnet.
Sozialbiologie:
Die Sozialbiologie bei Tönnies entspricht nicht der heutigen Soziobiologie und auch nicht dem Sozialdarwinismus, wie er von seinen Zeitgenossen Ammon, Ploetz und Schallmeyer vertreten wurde, die zum Teil Mitglieder der von ihm geleiteten DGS waren und deren Position er vehement ablehnte. Für ihn stand die sozialkulturelle Entwicklung der Menschen im Vordergrund, die ohne ihre biologischen Voraussetzungen und Rahmenbedingungen nicht gedacht werden könne. Zwar könne die Sozialbiologie auch auf die Symbiose der Pflanzen und sogenannte tierische Gesellschaften ausgeweitet werden, als Teil seiner Allgemeinen Soziologie komme sie aber nur insofern in Betracht, als sie das menschliche Zusammenleben erforsche. Das sei eines in Raum und Zeit, als Nebeneinander, als Mit- und Für- oder Trotz und Widereinander, das den allgemeinen Naturgesetzen des Werdens und Vergehens unterliegt. Es würde auch geschehen, wenn solches Zusammenleben von keinen Gefühlen und Ideen begleitet oder geleitet sei. Trotzdem sei die Sozialpsychologie eine notwendige Ergänzung der Sozialbiologie.
Sozialpsychologie:
Tönnies’ Sozialpsychologie entspricht nur teilweise der heutigen Begriffsverwendung. Sie betrachtet alle Gegenstände des menschlichen Zusammenlebens von der inneren, psychischen oder subjektiven Seite. Dabei werden die Menschen als individuelle Willensträger gedacht. Zudem aber beschäftigt sich Sozialpsychologie mit den seelischen Erlebnissen, die mehrere insofern gemeinsam haben, als sie zusammen das Gleiche empfinden, in gleicher Weise fühlen, eines und dasselbe wollen. Wegen dieses Unterschieds hatte der Soziologe Hans Lorenz Stoltenberg Sozialpsychologie und Psychosoziologie getrennt. Tönnies schloss sich dieser Differenzierung an und erkannte in der Psychosoziologie den Übergang zur dritten Abteilung der Allgemeinen Soziologie der Speziellen Soziologie, die eine Lehre des sozialen Wollens sei. Für ihn ist „die soziologische Ansicht nur ein entwickelter, selbstständig gewordener Ausdruck der psychologischen Ansicht.“

#### Spezielle Soziologie
Was Tönnies Spezielle Soziologie nannte, entspricht dem, was heute allgemein unter Soziologie verstanden wird und nicht den heutigen Bindestrich-Soziologien, die als Spezielle Soziologien bezeichnet werden. Spezielle Soziologie ist bei Tönnies erneut dreigeteilt. Die Reine Soziologie sei konstruktiv, die Angewandte Soziologie deduktiv, die Empirische Soziologie induktiv. Die Praktische Soziologie gehört nicht zur Triade, wird aber in seiner Einführung in die Soziologie ebenfalls genannt.
Reine Soziologie
Die Begriffe, die der Reinen Soziologie zugrunde liegen, sind reine Gedankenkonstrukte, Normalbegriffe, die etwa im Sinne der Idealtypen Max Webers verwendet werden. Innerhalb der Reinen Soziologie unterscheidet Tönnies fünf thematische Schwerpunkte:
- die widersprüchlichen Grundbegriffe „Gemeinschaft“ und „Gesellschaft“
- die Lehre von den Verbundenheiten bzw. den sozialen Wesenheiten
- die Lehre von den sozialen Normen als dem Inhalt des Willens sozialer Wesenheiten
- die Lehre von den sozialen Werten als den Gegenständen des Besitzes des sozialen Wesenheiten
- die Lehre von den sozialen Bezugsgebilden als den Objekten des Handelns der sozialen Wesenheiten.

Er nennt drei Arten sozialer Wesenheiten, die entweder mehr gemeinschaftlicher oder mehr gesellschaftlicher Natur sind: soziale Verhältnisse (wie Ehe, Unternehmer und Arbeiter, Volksvertreter und Wähler), soziale Samtschaften (wie Gesellschaft, Volk, Nation, Stamm, Klasse), soziale Körperschaften (wie Korporationen, Vereine, Genossenschaften, Staat, Kirche, Reich).
Soziale Normen sind alle von einer Wesenheit ausgehenden allgemeinen Gebote und Verbote, also Vorschriften, die den Willen binden. Tönnies unterscheidet drei Arten sozialer Normen:
- Ordnung als der allgemeine Komplex von Normen
- Recht als der Komplex von Normen, die durch Richterspruch bestimmt und angewandt werden
- Moral als Komplex von Normen, deren Auslegung und Anwendung einem ideellen Richter obliegt (wie Gott, Vernunft, Gewissen).

- Soziale Werte setzen eine soziale Wesenheit voraus, der durch die Gedanken der Menschen ein gemeinsamer Wert zugemessen wird. Tönnies unterscheidet ökonomische, politische und ideelle (geistige) Werte.

- Soziale Bezugsgebilde sind die Systeme von Leistungen, in denen sich der soziale Wille bestätigt bzw. alle Institutionen und andere Wirkungsgebiete, auf die sich soziale Wesenheiten beziehen. Tönnies unterscheidet ökonomische, politische und geistig-moralische Bezugsgebilde. Sie sind entweder mehr gemeinschaftlicher oder mehr gesellschaftlicher Natur. Im ökonomischen Bereich drückt sich das in den Gegensätzen Dorf versus Stadt, Kleinstadt versus Großstadt, Produktion versus Handel aus, im politischen Bereich in den Unterschieden zwischen Volksleben und Staatsleben, Aristokratie und Demokratie, Gewohnheitsrecht und revolutionärer Gesetzgebung, im geistig-moralischen Bereich in den Differenzen zwischen Religion und wissenschaftlichem Denken, Kirche und Sekte oder Kunst und Wissenschaft.

Tönnies’ Soziologie ist willenstheoretisch begründet. In Abgrenzung zur Handlungstheorie Max Webers betont er, dass es „ohne Wollen auch kein Handeln gibt“. Die Grundlage sozialer Beziehung bildet bei Tönnies die Bejahung, die Überzeugung, dass der Mensch zur Aufnahme von Verbindung mit anderen Menschen von Natur aus geneigt ist, hauptsächlich gesteuert durch Instinkte, doch auch durch edlere Gefühle und Vernunft.
Tönnies’ wichtigste Werke zur Reinen Soziologie sind Gemeinschaft und Gesellschaft (1887/1912) und Philosophische Terminologie in psychologisch-soziologischer Ansicht (1906).
Angewandte Soziologie
Auch Tönnies’ Angewandte Soziologie entspricht nicht dem, was heute in der Fachwissenschaft darunter verstanden wird. Bei ihm stellt die Angewandte Soziologie den Versuch dar, die Begriffe der Reinen Soziologie für das Verständnis gegenwärtiger Zustände und großer historischer Wandlungen zu verwerten. Sie sei hauptsächlich historisch-soziologische Betrachtung.
Tönnies’ wichtigste Werke zur Angewandten Soziologie sind Kritik der öffentlichen Meinung (1922) und Geist der Neuzeit (1935).
Empirische Soziologie
Die empirische Soziologie, von Tönnies auch Soziographie genannt, beruht auf Beobachtung und Vergleich der wirklichen Erscheinungen des sozialen Lebens. Seine empirischen Forschungen galten den Bereichen: Kriminalität, Selbstmord, Bevölkerungsbewegung, Situation der Landwirtschaft, politisches Parteienwesen.
Praktische Soziologie
Die Praktische Soziologie meint Tönnies’ Interventionen im Hamburger Hafenarbeiterstreik und sein Engagement bei der Reform des Strafrechts im Rahmen der Internationalen Kriminalistischen Vereinigung, deren Mitglied er war.

### Gemeinschaft und Gesellschaft
Gemeinschaft und Gesellschaft ist Tönnies’ 1887 erschienenes Früh- und Hauptwerk, es kann als Musterbeispiel Reiner Soziologie betrachtet werden. In der ersten Auflage hatte es den Untertitel „Abhandlung des Communismus und des Socialismus als empirischer Culturformen“, wobei Communismus ein Synonym für Gemeinschaft und Socialismus eines für Gesellschaft war. Die zweite Auflage von 1912 war stattdessen mit „Grundbegriffe der reinen Soziologie“ untertitelt.
Im Buch geht Tönnies davon aus, dass es zwei grundlegend unterschiedliche Formen des menschlichen Zusammenlebens gibt. Gemeinschaften sind organisch gewachsene Systeme, Gesellschaften dagegen künstlich geschaffene. Beide gehen auf unterschiedliche Willensformen zurück. Der Wesenwille erschafft Gemeinschaft, der Kürwille Gesellschaft. Wesenwille drückt sich als Handeln nach Instinkt, Gefühl, Gewohnheit und Tradition aus. Zweck und Mittel bilden eine Einheit, wie etwa handwerkliche Traditionen, und haben stets auch ihren Eigenwert. Der Kürwille erschafft Gesellschaft, er impliziert zweckrationales Handeln, ordnet die Mittel den Zwecken unter, stellt ein grundsätzlich instrumentales Verhältnis zur Welt her und agiert mit analytischen Verstandesleistungen wie Bedacht, Beschluss, Begriff. Ein typisches Beispiel für Wesenwillen ist die Mutterliebe, die unbedingt und nicht berechnend ist. Typisch für den Kürwillen ist der moderne Handel, bei dem kalkuliert und analysiert wird und es zu Vertragsabschlüssen kommt. In der Gemeinschaft geht das Ganze den Teilen voraus (Familie, dörfliche Nachbarschaft, Freundschaft). Gesellschaft dagegen ist der Raum des interessengebundenen Kalküls, des zweckrationalen Handelns. Paradigmatisch für diese Sozialform ist die Großstadt (aber auch die moderne Industrie, die Politik, die Medien). Im Bereich der Gesellschaft herrscht der „Krieg aller gegen alle“, wenn auch in ziviler Konkurrenz. Tönnies verwendet die Begriffe Gemeinschaft und Gesellschaft im doppelten Sinn. Erstens sind es abstrakt-typologische Kategorien, mit deren Hilfe man alle zwischenmenschlichen Beziehungen in unterschiedlichen sozialen Gruppen unabhängig vom geschichtlichen Zusammenhang analysieren kann. Zweitens sind sie historische Begriffe, die bestimmte Stadien der gesellschaftlichen Entwicklung beschreiben, wobei die Umwandlung der ständisch-patriarchalischen in die kapitalistische Sozialform besonders beleuchtet wird.

### Kritik der öffentlichen Meinung
Kritik der öffentlichen Meinung ist eines der wichtigsten Werke Tönnies’, es kann als Musterbeispiel Angewandter Soziologie betrachtet werden. Die Öffentliche Meinung ist danach der Ausdruck eines gesellschaftlichen Willens, also des bürgerlich-modernen, rationalen, ziel- und zweckbestimmten Geistes, der historisch aus der Religion und gegen sie entstanden ist. In diesem Prozess wurden überlieferte Anschauungen und hergebrachte Institutionen untergraben und vernichtet.
Öffentliche Meinung wirkt auf das rechtliche, wirtschaftliche, soziale, politische und besonders das moralische Leben einer politisch verbundenen Gesamtheit (etwa einer Nation, aber auch der Menschheit) wie ein ideeller, unsichtbarer Gerichtshof, der öffentlich relevante Handlungen nach ethisch-vernünftigen Kriterien be- und verurteilt. In ihren konkreten Äußerungen (Bücher, Zeitungen, Zeitschriften) wird sie immer von den parteilichen und wirtschaftlichen Interessen der Träger der Öffentlichen Meinung, die Tönnies Meinungssoldaten nennt, bestimmt, die versuchen, ihre Teilmeinung zur Gesamtmeinung zu machen. Meinungen sind Waffen im Klassen-, Stände- und Parteienkampf. Nur wenn sich die Vernunft von Partei- und Wirtschaftsinteressen sowie Intellektualismus emanzipiert und der Geist eines wahrhaft sozialen Zusammenlebens (als organisch vertiefte Vernunft) in ihr wirkt, kann die Öffentliche Meinung die Funktion der Religion als bindende, verbindende, integrative und normative Macht übernehmen.

### Geist der Neuzeit
Geist der Neuzeit erschien 1935 und ist das letzte große Werk Tönnies’. In seinem Alterswerk beschreibt er im Rahmen Angewandter Soziologie den Umbruch vom europäischen Mittelalter zur weltumspannenden Neuzeit. Er unterscheidet Antike, Mittelalter und Neuzeit und hebt die jeweilige Eigenart und das sie jeweils verbindende sowie Trennende dieser Kulturepochen hervor.
Im Mittelalter tritt laut Tönnies die katholische Kirche das Erbe des Römischen Reichs an und verkörpert sowohl Neues als auch Kontinuität zur Alten Welt, der sie ihre religiöse Überlieferung verdankt. Auch der mit der Entdeckung Amerikas zusammenfallende Beginn der Neuzeit ist für ihn organisch aus dem Mittelalter herausgewachsen. Trotzdem zeige sich in der Neuzeit eine Reihe aufeinanderfolgender Revolutionen, womit sich Mittelalter und Neuzeit wie der Geist der Beharrung, der Überlieferung und der Erhaltung und der Geist der Veränderung, der Umgestaltung und der Umwälzung zueinander verhalten, wie Gemeinschaft und Gesellschaft.
Zu den spezifisch neuzeitlichen Revolutionen, die Tönnies besonders hervorhebt, gehört neben der durch den wissenschaftlichen und technischen Fortschritt bedingten überseeischen Expansion Europas und der konfessionellen Spaltung der römisch-katholischen Kirche die Entstehung eines kapitalistisch geprägten Weltmarktes. Der sei durch das spezifisch ökonomische Gebaren fremder Händler erst möglich geworden. Nur eine kaufmännische Gesinnung, die ohne Rücksicht auf die überlieferte Brüderlichkeitsethik in Familie, Nachbarschafts- und Dorfgemeinschaft den Geschäftspartner wie einen Glaubens- und Stammesfremden behandelt, habe die ökonomische Umwälzung einleiten können, die später zur industriellen Revolution in Europa und Nordamerika führte. Der historische Ursprung des modernen Kapitalismus liege damit nicht in der Produktion, sondern im Handel. Der habe für die Auflösung der mittelalterlichen Zunftverfassung und der damit verbundenen Neuorganisation der gewerblichen Arbeit gesorgt.
Das Wesen der modernen Kultur ist für Tönnies mit einem progressiven Individualismus identisch. Sie beruhe nicht nur auf Religions-, Denk- und Gewerbefreiheit, sondern auch auf politischen Freiheitsrechten, deren verfassungsmäßige Institutionalisierung zur Voraussetzung der staatsbürgerlichen Gleichheit geworden und an die Stelle der alten ständischen Ordnung getreten sei. Der moderne Nationalstaat sei damit ein künstliches Gebilde, das im Unterschied zum Volk alle Eigenschaften der Gesellschaft und nicht der Gemeinschaft habe.

### Schriften zum Hamburger Hafenarbeiterstreik
Mit der sozialen Lage von Arbeitern hatte sich Tönnies schon vor dem Hamburger Hafenarbeiterstreik 1896/97 beschäftigt. 1893 hatte er auf einem Kongress des Freien Deutschen Hochstifts über den modernen Arbeitsvertrag und die Arbeitslosigkeit referiert. Dieses Interesse wurde während des Hafenarbeiterstreiks neu geweckt und drückte sich in empirischen Forschungen über die Lebens- und Arbeitsbedingungen der Hafenarbeiter und Seeleute sowie in publizistischen Interventionen aus.
Tönnies betrachtete den Streik als eine für die kapitalistische Wirtschaft charakteristische Erscheinung. Und die kapitalistische Wirtschaftsweise ist die wichtigste und sozial folgenreichste Gestalt der Sozialform, die er gesellschaftlich nennt. Sie erzwinge streng rationale, aus dem Kürwillen entspringende, auf Berechnung und Voraussicht der Vor- und Nachteile beruhende Handlungen der Menschen. Daraus entstehe die überlokale, nationale und internationale Verbundenheit von Menschen, die auf Bejahung beruhe. Streik sei nun zwar zunächst ein offensichtliches Zerreißen dieses sozialen Bandes, er bestehe vor allem aus Elementen gegenseitiger Verneinung und unterbreche, je nach seinem Ausmaß, das soziale Leben. Unter gewissen sozialen Bedingungen könne ein Streik als Versuch angesehen werden, die Gesellschaft neu zu strukturieren und dabei die herkömmliche Art der sozialen Verbundenheit durch eine neue, festere und bessere auszuwechseln. Dem Proletariat gehe es im Arbeitskampf nicht allein um die Verteilung des Einkommens, es strebe auch nach Unterricht, Erziehung und politischer Macht und sei damit Träger neuer Kultur, Mentalität, Weltanschauung und Moral.
Tönnies unterscheidet zwei Arten von Streiks und misst sie an seinen Kriterien aus Gemeinschaft und Gesellschaft. Ein planmäßig vorbereiteter, durchgeführter und geleiteter Streik beruht demnach auf dem Kürwillen. Ein spontaner Streik (unvorbereitet, unbesonnen, unorganisiert) beruhe auf dem Wesenwillen. Den gescheiterten hamburgischen Hafenstreik betrachtete er als unvorbereitet, ungeplant, spontan verlaufend. Diese Beobachtung erlaubte es ihm, zwei Thesen zurückzuweisen, die von der damaligen Presse propagiert wurden: Dass der Streik einerseits von der deutschen Sozialdemokratie und andererseits von der internationalen, insbesondere der englischen Gewerkschaftsbewegung angeregt worden sei.
Die Chancen des großen, planmäßig organisierten Streiks seien nur gering; er setze Arbeiter voraus, die diszipliniert sind und sich gemeinsamen Regeln unterordnen. Streikvoraussetzung müsse jedenfalls ein klares Bewusstsein der Interessen und Ziele sein. Das sei eher in kleineren Betrieben der Fall, in denen hochqualifizierte, auch aus der Tradition des Handwerks stammende Arbeiter beschäftigt seien. Darum gebe es manche erfolgreiche kleine Streiks, die großen Streiks würden dagegen in Deutschland zu Niederlagen führen. Für den Soziologen hätten solche spontanen und demonstrativen Massenstreiks eine große Bedeutung: Sie zeugten immer von tiefliegenden Mängeln in den Arbeitsbeziehungen. Tönnies vermutet, dass mit steigendem Organisationsgrad der Arbeiter nicht nur die Zahl der spontanen (wilden) Streiks, sondern die Zahl der Streiks insgesamt abnehmen werde. „Ich hatte gesagt, daß der Wunsch nach Verbesserung der Lebenslage um so leichter im Streik seinen Ausdruck finde, je weniger die Arbeiter gewerkschaftlich organisiert und anerkannt seien.“
Mit der empirischen Erforschung der Arbeitsbedingungen und Lohnverhältnisse ermittelte Tönnies die Ursachen des Streiks. Er wies nach, dass die Ursachen einen streng lokalen und ökonomischen Charakter hatten. Er zeigte, dass das im Vergleich zu den deutschen Durchschnittslöhnen scheinbar hohe Lohnniveau unter den gegebenen Umständen der Arbeit im Hafen nur relativ war, weil die tagtäglichen Ausgaben für Fährgelder, die Notwendigkeit des Mittagessens außerhalb des Hauses und das in Hamburg generell höhere Preisniveau berücksichtigt werden mussten.

## Wirkung
Eine wissenschaftliche Schule, wie etwa Émile Durkheim in Frankreich, begründete Tönnies nicht. 1925, aus Anlass des 70. Geburtstages von Tönnies, schrieb Gustav Radbruch: Tönnies sei „ein ganz Eigener, der aus keiner Schule kommt und bei weithin ausgestreuten und wirksam gewordenen Anregungen doch nicht eigentlich Schule gemacht hat.“ Laut Hans Freyer war Tönnies’ Wirkung so allgemein, „daß sie anonym und beinahe unterirdisch vor sich geht.“
Unmittelbaren Einfluss hatte er nur auf seinen zeitgenössischen Fachkollegen Hans Lorenz Stoltenberg. Stoltenberg hatte bei Tönnies studiert und wurde danach über zwei Jahrzehnte von ihm gefördert. Er strebte in seinen Schriften eine Erweiterung der Tönnies’schen Soziologie an, blieb damit aber wirkungslos, auch wegen der eigentümlichen Wortneukreationen, die sein Gesamtwerk charakterisieren. Das, was Tönnies von ihm als Psychosoziologie in sein System übernahm, nannte Stoltenberg selbst Seelgrupplehre, Soziologie nannte er Gruppwissenschaft, gemeinsames Wollen unterschied er in bloße Bewußtschaft und Mitwirkbewußtsein.
Direkten wissenschaftlichen Einfluss hatte Tönnies außerdem auf Angehörige des Instituts für Weltwirtschaft (IfW), einer selbständigen Einrichtung der Universität Kiel, die von Bernhard Harms geleitet wurde. Harms war als habilitierter Privatdozent von Tübingen nach Kiel gekommen, um mit dem von ihm bewunderten Tönnies zusammenarbeiten zu können, und wurde dann vor ihm Ordinarius. Tönnies hielt sich häufig im Institut auf und war zudem akademischer Lehrer vieler Institutsangehöriger. Sein Einfluss wird in den Arbeiten von Annemarie Hermberg (1898–1990) besonders deutlich, die mit Paul Hermberg verheiratet war, der ebenfalls am IfW tätig war. In verschiedenen Untersuchungen (besonders von Gewerkvereinen und christlichen Gewerkschaften) kam sie zum Ergebnis, dass es unmöglich sei, Gemeinschaft durch vormoderne Wesenwillensreste wieder entstehen zu lassen.
Anderen IfW-Mitarbeitern, wie Alfred Meusel, dem er freundschaftlich verbunden war, und Kurt Albert Gerlach verhalf Tönnies durch seine Kontakte zum Start in eine Karriere als Hochschullehrer. Sie gehörten zu den Schülern, die den Gegensatz von Gemeinschaft und Gesellschaft weiterentwickelten oder ihn, bezogen auf soziale und historische Probleme, zur Anwendung brachten, später aber andere wissenschaftliche Orientierungen wählten.

### Deutschsprachige Rezeption bis 1933
Tönnies hatte eine repräsentative Position in der deutschen Soziologie der 1920er-Jahre. Sein Hauptwerk „Gemeinschaft und Gesellschaft“ wurde ein Bestseller des neuen Faches und weit darüber hinaus. Auch die Werke anderer soziologischer Klassiker sind von der begrifflichen Differenz zwischen Gemeinschaft und Gesellschaft geprägt. Dort, wo Durkheim in seiner 1893 verfassten Schrift Über soziale Arbeitsteilung die Herausbildung einer neuen Sozialordnung beschreibt, wirkt sie „beinahe wie eine französische Nacherzählung von Gemeinschaft und Gesellschaft“. Auch Georg Simmel und Max Weber behandelten das Thema, prozessualisierten aber die Tönnies’schen Kategorien. Sie ersetzten die Begriffe Gemeinschaft und Gesellschaft durch Vergemeinschaftung und Vergesellschaftung.
Der Erfolg des Buches kam nicht von ungefähr, schon der Titel drückte das Lebensgefühl der Jugendbewegung aus. Auf lange Sicht schadete dieser Erfolg Tönnies fatal, manche sahen in ihm später einen geistigen Wegbereiter des Nationalsozialismus. Doch der Erfolg des Buches beruhte in weiten Teilen auf Missverständnissen. Jugendbewegung und später Nationalsozialisten vereinnahmten den Titel in ihrem Sinn, ohne der eigentlichen Intention des Buches gerecht zu werden. Trotz allen Aufwands, den Tönnies der begrifflichen Trennung von Wesenwille und Kürwille gewidmet hatte, bediente sich die inner- und außerwissenschaftliche Öffentlichkeit allein der beiden Begriffe und der Pointe: Auf das lebendige, echte und dauernde Zusammenleben der Gemeinschaft folge deren Auflösung durch die rein mechanische Gesellschaft.
Eine Gemeinschaft, die den Kriterien Tönnies’ entspricht, so Arno Bammé, sei allenfalls vorstellbar für Gruppen bis zu einer Größe von hundert Personen. Entsprechend sei der Begriff der Volksgemeinschaft, den die Nationalsozialisten prägten, um ein Wir- bzw. Gruppengefühl zu erzeugen, eine Irreführung und pure Ideologie. Mit Blick auf das Tönnies-System nannte Lars Clausen Volksgemeinschaft einen schwarzen Schimmel.
Doch Tönnies sei, so Dirk Kaesler, an dieser Fehldeutung nicht ganz unschuldig gewesen. Wenn schon der Tönnies-Vertraute Paulsen die Grundidee des Werkes missverstanden habe und die als reine Konstruktionen gedachten Kategorien allzu sehr auf die Wirklichkeit anwendete, wie viel eher hätten solche Missverständnisse Lesern „passieren“ können, die dem Autor sehr viel ferner standen. In einem Brief an seinen Sohn Gerrit vom 20. April 1934 blickte Tönnies selbstkritisch zurück und schrieb: „Einige sagen …, es sei der Erfolg meiner Theorie von Gemeinschaft und Gesellschaft, der in der NS-Ideologie vorliege, und es ist dafür einiger Grund vorhanden.“
Helmuth Plessner versuchte 1924 in „offensichtlicher, aber unausgesprochener Opposition zu Tönnies“, den um sich greifenden Gemeinschaftsradikalismus sozialphilosophisch zu entkräften. In Grenzen der Gemeinschaft führte er aus, dass das menschliche Wesen sowohl auf gemeinschaftliche Nähe als auch auf gesellschaftliche Distanz notwendig angewiesen ist. Die erst nach Befreiung aus traditionaler Enge gewonnenen Spielräume zur individuellen Selbstentfaltung gelte es zu verteidigen. Trotz dieser „Gegenschrift“ Plessners blieb die an Tönnies angelehnte Begriffsbestimmung, zumindest im deutschen Sprachraum, ausschlaggebend.
Theodor Geiger ordnete die Wirkung des Tönnies’schen Hauptwerkes 1931 in seinem Beitrag „Gemeinschaft“ für Alfred Vierkandts Handwörterbuch der Soziologie dem „neuromantischen Zivilisationspessimismus“ zu, auf dessen Boden Oswald Spenglers Untergang des Abendlandes gediehen sei: „Die gleiche Bewegung ließ Tönnies’ Werk in einem dem durchaus unromantischen Urheber fremden Sinne aktuell werden; sie bemächtigte sich der Antithese Gemeinschaft – Gesellschaft in der bei Tönnies vorgefundenen Bedeutung als Ur- und End-Typus, prägte sie pragmatisch um und erhob ‚zurück zur Gemeinschaft!‘ zum Programm.“ Geiger, der nach seiner Emigration an der dänischen Universität Aarhus lehrte, verschärfte seine Kritik nach dem Krieg und schrieb, die Tönnies’sche Theorie sei voll von Unklarheiten, Begriffsüberschneidungen, inneren Brüchen und verbaler Metaphysik. Es sei sehr zu bezweifeln, ob Tönnies jemals zur Begriffsunterscheidung zwischen Gemeinschaft und Gesellschaft gekommen wäre, hätte er nicht in deutscher Sprache gedacht und geschrieben: „Als ich 1934 herum versuchte, den Gehalt der Tönnies’schen Theorie referierend auf Dänisch wiederzugeben, mußte ich nicht nur feststellen, daß es unmöglich war, dänische Äquivalente für die Worte zu finden, sondern daß der Begriffsunterschied mit den deutschen Worten verschwand.“
Bereits 1922 hatte Herman Schmalenbach, mit dem Tönnies eine kollegiale Bekanntschaft pflegte, dem Gemeinschaftsbegriff den charismatischen bestimmten Bund als weitere Kategorie hinzugefügt. Der Bezug zum Charisma-Begriff Max Webers, der in Tönnies’ Willenstheorie auffällig fehlte, war damit hergestellt. Tönnies-Schüler und -Schwiegersohn Rudolf Herberle wies diese Erweiterung 1925 in der Kölner Zeitschrift für Soziologie und Sozialpsychologie zurück. Die Beziehung Bund sei in Tönnies’ Kategorie Gemeinschaft enthalten.
In den Kölner Vierteljahrsheften für Soziologie kritisierte Leopold von Wiese 1926 die konstituierende Rolle von Bejahung für Gemeinschaften. Er erinnerte daran, dass historisch nicht nur Bejahung, sondern auch Herrschaft, Zwang und Gewalt zur Bildung und Stabilisierung von Kollektiven geführt habe.
Nach seiner Entlassung aus dem Beamtenverhältnis erschien neben der Festschrift zum 80. Geburtstag und einigen Nachrufen in den Jahren 1936 und 1937 bis in die 1950er-Jahre in deutscher Sprache nichts mehr über Tönnies.

### Deutschsprachige Rezeption nach 1945
Die deutsche Nachkriegssoziologie knüpfte nicht an die Klassiker des Faches an. Laut Friedrich Tenbruck war die klassische Tradition „im Nebel versunken und wurde von einer neuen Generation, die sich erst der Sozialforschung und dann dazu der amerikanischen Strukturtheorie verschrieb, restlos beiseite gesetzt.“ Die einzige deutschsprachige Darstellung der Klassiker Simmel, Tönnies, Weber (und anderer) in einem Übersichtsband der ersten Nachkriegsjahre stammte in Übersetzung vom Franzosen Raymond Aron. Erst anlässlich des Deutschen Soziologentages 1964 wurde wieder an Lehre und Theorie Max Webers angeknüpft. Eine Tönnies-Rezeption dagegen blieb fast völlig aus, dafür hatte eine wirkmächtige Kritik gesorgt.
René König, der neben Helmut Schelsky einflussreichste deutsche Soziologe der 1950er-Jahre, schrieb 1955 in der Kölner Zeitschrift für Soziologie und Sozialpsychologie einen ausführlichen Aufsatz über Tönnies. Er würdigt zwar den „lauteren Geist“, verabschiedet ihn aber aus dem Feld der Soziologie: „[…] wir werden uns in Zukunft daran gewöhnen müssen, Tönnies in Zukunft in die Geschichte der Philosophie und nicht mehr in die Geschichte der Soziologie einzuordnen.“ Tönnies habe von Gesellschaft im engeren Sinne überhaupt keine adäquate Vorstellung, er stelle sie lediglich als Verneinung aller wesentlichen Merkmale von Gemeinschaft dar, wobei eine positive Bestimmung völlig verfehlt werde. König fragt, ob es sinnvoll gewesen sei, „beides erst mit soviel Aufwand voneinander zu trennen, um es dann am Schluß doch wieder zusammenzuführen.“ Es dränge sich der Gedanke auf, „ob wir uns nicht ausschließlich in verbalen Scheinproblemen herumdrehen […]“. Die Worte Gemeinschaft und Gesellschaft seien im Deutschen weder entgegengesetzt noch gleich, sondern einfach unklar und unentschieden.
Im folgenden Vierteljahrhundert erschienen nur wenige Untersuchungen zu Tönnies. Alfred Bellebaum nahm 1966 die empirischen Arbeiten in den Blick, Norbert Blüm diskutierte in seiner Dissertationsschrift 1967 die willenstheoretische Begründung der Tönnies-Soziologie. Der inzwischen in Neuseeland lebende ehemalige Tönnies-Schüler und -Mitarbeiter Eduard Georg Jacoby publizierte 1971 eine ausführliche Einführung in Leben und Werk in deutscher Sprache.
1967 legte Günther Rudolph in der DDR eine Dissertation über Tönnies vor, die bis 1995 nur als hektographiertes Schreibmaschinenmanuskript vorlag und dann von Rolf Fechner neu aufgelegt wurde. Die Dissertation wurde von Kurt Braunreuther betreut, der aus ideologisch-politischen Gründen Vorschläge zur „Purifizierung“ des Manuskripts machte, die Rudolph auch befolgte. Im Rahmen dieser Reinigung wurde auch ein 25-seitiges Kapitel über die Staatsauffassung von Tönnies aus dem Text entfernt. In seiner Arbeit zählte Rudolph Tönnies zu den „demokratischen Vertretern der bürgerlichen Intelligenz“, die im widersprüchlichen Verlauf der sozialen und ideologischen Verfalls- und Differenzierungsprozesse „sich schon frühzeitig von den ideologischen Positionen der reaktionär gewordenen Bourgeoisie abzulösen begannen […], mit mehr oder weniger Erfolg, in mehr oder weniger widersprüchlicher Form.“ Daher konnte er mit seiner Arbeit über den in der DDR grundsätzlich als bürgerlich missbilligten Soziologen promovieren und einen wichtigen Beitrag zur Nachkriegs-Forschung über Tönnies liefern, der jedoch bis zur Neuauflage 1995 kaum zugänglich war.
1995 publizierte Peter Ruben eine materialistische Interpretation der Begriffsbestimmung von Gemeinschaft und Gesellschaft durch Tönnies, die er bereits zu DDR-Zeiten ausgearbeitet hatte, dort aber nicht publizieren konnte, weil er als Revisionist unter Publikationsverbot stand. Danach ist Gemeinschaft definiert als „Verhältnis des realen und organischen Lebens“ und Gesellschaft als „Verhältnis der ideellen und mechanischen Bildung. Je nach der Art der Verhältnisbildung ist eine Gruppe damit entweder eine Gemeinschaft oder eine Gesellschaft. […] Die gewöhnlichen, natürlichen Menschen erhalten ihre Gattung via Gemeinschaftsbildung. […] Gemeinschaft, so können wir sagen, wird durch die unmittelbare Kooperation in der Produktion realisierbarer (absetzbarer) Güter oder Dienste hervorgebracht. Sie ist wesentlich durch Produktion begründet. Gesellschaft dagegen wird durch den Austausch, durch den Handel fundiert. […] Um Gemeinschaft als ökonomisch begründete Verbindung zwischen Individuen wahrzunehmen, können wir jede Gruppe vorstellen, die arbeitsteilig ein gemeinsames Produkt hervorbringt. […] Ist das gemeinschaftliche Produkt zugleich und ausschließlich Gegenstand der gemeinschaftlichen Konsumtion, betreibt die Gemeinschaft Subsistenzwirtschaft in lokaler Isolation ohne gesellschaftliche Verbindung. Verwendet sie einen Teil ihres Produkts, um mit fremden Gemeinschaften in Austausch zu treten, so realisiert sie im Falle des Erfolgs gesellschaftliche Verbindung. Die Gesellschaft tritt also in Erscheinung, sobald wenigstens zwei voneinander verschiedene Gemeinschaften miteinander Austauschbeziehungen herstellen.“

### Rezeption in der Soziologie der Vereinigten Staaten
Tönnies bereiste 1904 die Vereinigten Staaten und hielt am 21. September 1904 auf einem Kongress im Rahmen der Weltausstellung in St. Louis den Vortrag „The Present Problems of Social Structure“. Der Vortragstext wurde in der März-Nummer 1905 des American Journal of Sociology veröffentlicht und Tönnies künftig als Mitherausgeber der Zeitschrift genannt, doch amerikanische Fachliteratur bezog sich nie auf den Text. Es waren in Europa geborene Sozialwissenschaftler, besonders Pitirim Sorokin, Robert MacIver und Louis Wirth, die Tönnies’ Arbeiten amerikanischen Soziologen bekannt machten. Allerdings ließen sie, so Werner J. Cahnman, „in den Köpfen derer, die sich auf ihre Aussagen stützten, ein in vielerlei Hinsicht falsches Bild“ entstehen. Unzählige Textbuchautoren schrieben Bemerkungen über Tönnies voneinander ab, ohne je die Originaltexte gelesen zu haben. Louis Wirth veröffentlichte 1926 im American Journal of Sociology als erster einen Artikel, der ausschließlich der Soziologie von Tönnies gewidmet war. Darin gibt es laut Cahnman einen Fehler, der in der gesamten amerikanischen Tönnies-Rezeption wiederholt wurde: Gemeinschaft, Gesellschaft, Wesenwillen und Kürwillen hätten für das Werk begrenzte Aussagekraft. Dabei waren sie von Tönnies allumfassend gedacht.
Der einflussreichste amerikanische Soziologe der Zwischenkriegszeit, Robert Ezra Park, bezog sich oberflächlich auf Tönnies, wählte aber eigene Bezeichnungen. In Analogie von Gemeinschaft und Gesellschaft sprach er von sakralen und säkularen Gesellschaften. Charakteristisch für die sakrale Gesellschaft sei Immobilität, die säkulare Gesellschaft zeichne sich dagegen durch Mobilität aus. Wirths Artikel Urbanism as a Way of Life aus dem Jahr 1938 gehört zu den auffälligsten von Tönnies beeinflussten Publikationen von Park-Schülern und ist ein Indiz für die Wirkung des deutschen Soziologen auf die Chicagoer Schule. Bezüge zum Tönnies’schen Begriffspaar gab es auch bei Studien zu ländlichen Gemeinden (Rural Sociology), wobei versucht wurde, bestimmte Orte und Regionen als Gemeinschaft, andere als Gesellschaft zu identifizieren. Dabei wurden von Tönnies als Normaltypen konstruierte Begriffe für Realtypen verwendet, was, worauf der in die USA emigrierte Tönnies-Schwiegersohn Rudolf Herberle hinwies, eine Fehldeutung war.
Talcott Parsons, der bis in die 1960er-Jahre die dominierende Person der US-Soziologie war, hielt, so Cahnman, Tönnies mit einer ausführlichen Anmerkung im zweiten Band von The Structure of Social Action im Bewusstsein der amerikanischen Soziologen. Er und seine Schüler Robert Redfield und Howard P. Becker arbeiteten die Dichotomien von sacred versus secular society und von folk versus city heraus. Parsons erweiterte zudem die beiden Tönnies-Grundformen zu fünf pattern variables.
In den Vereinigten Staaten erschien 1940 eine Übersetzung von Gemeinschaft und Gesellschaft von Charles P. Loomis, die 1955 auch in Großbritannien publiziert wurde. Weitere darstellende Arbeiten zur Tönnies-Soziologie stammen von Albert Salomon, Rudolf Heberle und Werner J. Cahnman. Cahnman charakterisierte die Tönnies-Rezeption der Nachkriegsjahrzehnte in den USA mit dem Hinweis, „daß Tönnies häufiger rituell beschworen wird, als daß man ihn kennt.“
Von Edward Shils, einem frühen Vertreter des Primordialismus, wurde Tönnies 1957 heftig wegen seiner Beschreibung von Gesellschaft kritisiert. Für Shils ist die moderne Gesellschaft kein Konglomerat egoistischer und seelenloser Individuen, die nur durch Interessen und Zufall zusammengehalten werden. Nach seiner Auffassung wird die moderne Gesellschaft durch unendlich viele persönliche Bindungen, moralische Verpflichtungen, Stolz und Bürgersinn zusammengehalten. Dieser Tönnies entgegengesetzte Ansatz wurde von Clifford Geertz weiter entwickelt.
Eine Renaissance der Tönnies-Nennungen in der amerikanischen sozialwissenschaftlichen Literatur erfolgte in den 1980er-Jahren im Zusammenhang der Kommunitarismus-Debatte, die von Amitai Etzioni und Robert N. Bellah geprägt war. Der schweizerische Tönnies-Forscher Peter-Ulrich Merz-Benz bemerkt dazu, von den Kommunintaristen sei kein Bezug zu Tönnies hergestellt worden, „der den an die Rezeption einer Theorie zu stellenden systematischen Ansprüchen genügt.“

### Tönnies-Forschung seit 1980
Bis in die 1970er-Jahre lagerte der Tönnies-Nachlass in der Bibliothek des soziologischen Instituts der Universität Kiel. Lehrstuhlinhaber Lars Clausen übergab ihn dann der Schleswig-Holsteinischen Landesbibliothek. Clausen selbst hatte sich zu dieser Zeit noch nicht mit Tönnies beschäftigt und bot Lehrveranstaltungen zu Georg Simmel und Norbert Elias an. Er ermunterte jedoch den nach einer neuen Betätigung suchenden Soziologen Jürgen Zander (* 1939) dazu, sich mit dem noch unbearbeiteten Tönnies-Nachlass zu beschäftigen. Damit begann die neuere Tönnies-Forschung. Parallel zu seiner Archiv-Arbeit gab er gemeinsam mit Alexander Deichsel an der Universität Hamburg Kurse zu Tönnies. Deichsel (ein früherer Mitschüler Clausens am hamburgischen Christianeum) interessierte sich seit der Schulzeit für Tönnies.

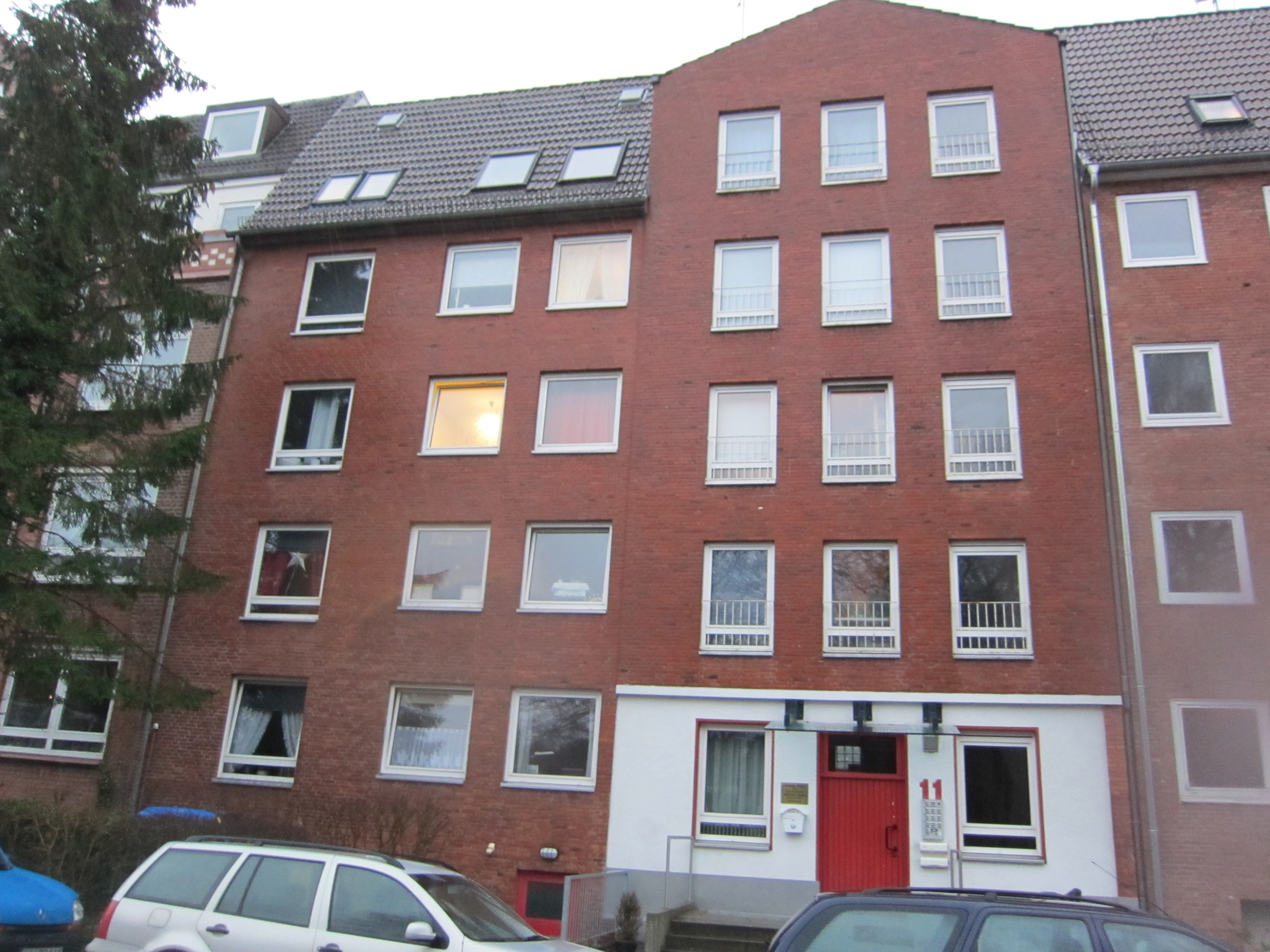
Studentenwohnheim und Geschäftsstelle der Ferdinand-Tönnies-Gesellschaft in Kiel

Forciert wurde die Tönnies-Forschung durch die Aktivitäten der Kieler Ferdinand-Tönnies-Gesellschaft (FTG). Die Gesellschaft war 1956 in Kiel als Gegengewicht zu den schlagenden Verbindungen gegründet worden und unterhält seit 1962 mit dem Ferdinand-Tönnies-Haus ein Studentenwohnheim, in dem auch ihre Geschäftsstelle untergebracht ist. Laut Satzung fördert die FTG studierende und arbeitende Jugendliche und die Politische Bildung und pflegt das geistige Erbe ihres Namensgebers. Eigentliche Tönnies-Forschung wurde von ihr bis 1980 nicht betrieben, der erste Präsident der Gesellschaft, Werner Kroebel, war Physiker. In der hohen Zeit der K-Gruppen in den 1970er-Jahren waren die Aktivitäten der FTG zur politischen Bildung völlig zum Erliegen gekommen, nur noch das Studentenheim wurde betrieben.
1977 wurden der Theologe Joachim Scharfenberg zum FTG-Präsidenten und Lars Clausen zum Vizepräsidenten gewählt. Nach einem Jahr trat Scharfenberg aus gesundheitlichen Gründen von der Präsidentschaft zurück, Clausen wurde sein Nachfolger. Rückblickend meinte er: „Im ersten Jahr meiner Präsidentschaft – wir sind im Jahr 1979 – sagte ich dann zu mir: ‚Du kannst nicht Präsident von irgendwas sein, was ’ne halbe Sache ist. Da steht die Satzung und Tönnies ist wirklich skandalös unbekannt.‘“ Er organisierte das erste Tönnies-Symposium in Kiel und erinnerte sich in seiner Abschiedsvorlesung: „Er war also 1980, als wir hier das erste Tönnies-Symposium organisierten, fast schon tot. […] Nach dem ersten Kongress war Tönnies wiederbelebt, nach dem zweiten war er wieder etwas bekannt, nach dem dritten kam schon der Auftrag, sein Gesamtwerk herauszugeben.“ Bis einschließlich 2019 folgten neun weitere Tönnies-Symposien. Die Ferdinand Tönnies Gesamtausgabe wird seit 1992 erarbeitet und Band für Band herausgegeben. Klaus Lichtblau bewertet: „Mit diesen und den noch in naher Zukunft zu erwartenden Bänden tritt Tönnies neben Georg Simmel und Max Weber endgültig gleichberechtigt in jenen erlauchten Kreis von Gelehrten ein, die sich vor einem Jahrhundert im deutschen Sprachraum als ‚Gründungsväter‘ der modernen Soziologie profiliert haben“.
Clausen regte als Lehrstuhlinhaber und Herausgeber verschiedene Sammelbände an, in denen von seinen Schülern, Mitgliedern der FTG und auch externen Wissenschaftlern einzelne Aspekte des Tönnies-Werkes beleuchtet wurden. Er selbst betonte mehrfach, dass Tönnies, wie oft missverstanden, Gemeinschaft keineswegs romantisiert hatte, und spitzte in seiner Abschiedsvorlesung vom Sommersemester 2000, die 2015 auf Basis von Mitschnitten publiziert wurde, zu: „Wie alle Leute, die eher aus dem Milieu der Gemeinschaft kommen, weiß Tönnies, das wirklicher Hass und wirkliche Feindschaft nur in der Gemeinschaft üblich sind. Gemeinschaft hat nicht nur die positiven, gemütlichen, netten, vertrauten, christfestartigen Bezüge, Gemeinschaft bedeutet auch Dauerhass, Dauerablehnung, Dauerbetrug, dauerhafte Bosheit.“

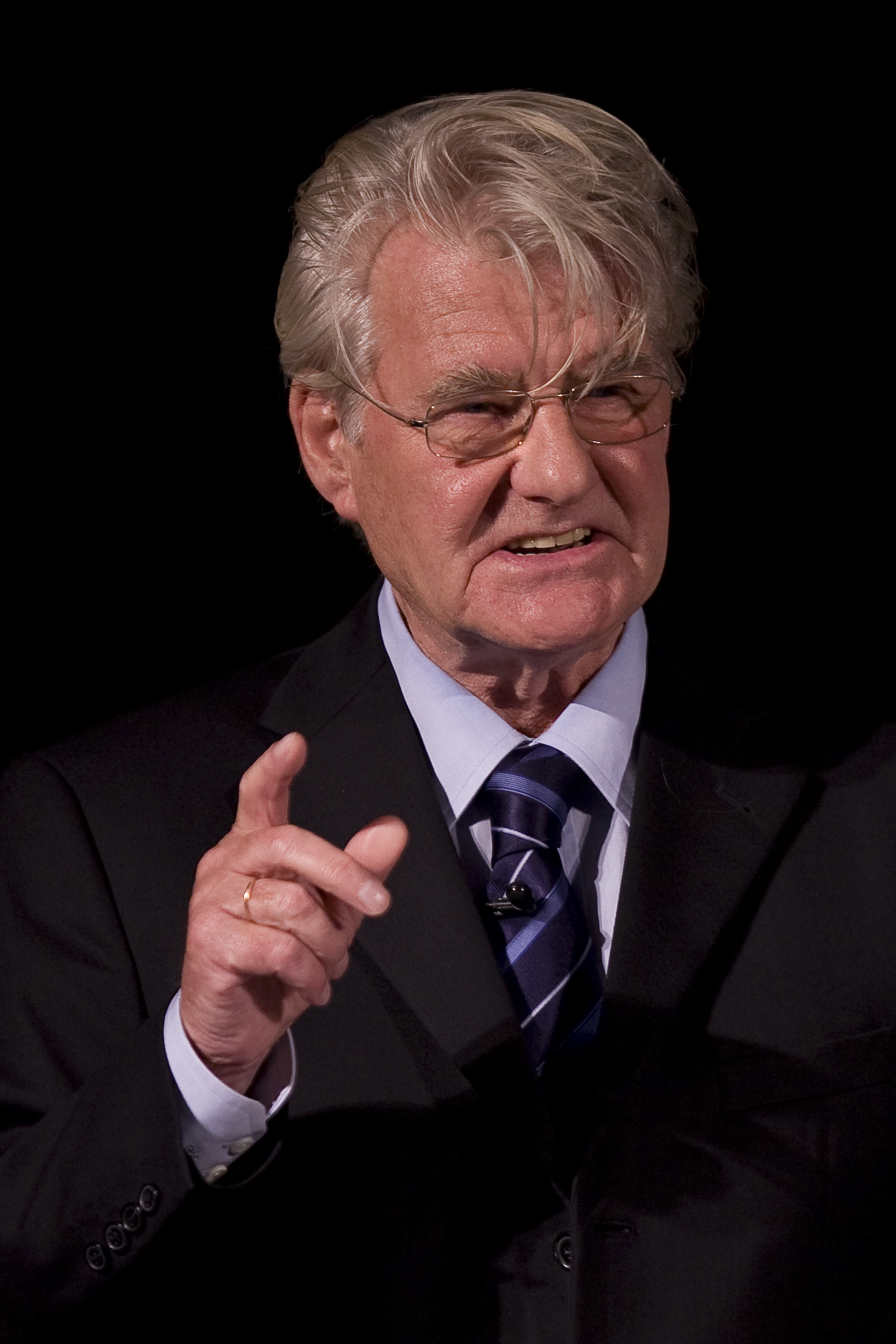
Alexander Deichsel, Begründer der Markensoziologie und von 2010 bis 2020 Präsident der Ferdinand-Tönnies-Gesellschaft

Der von 2010 bis 2020 amtierende FTG-Präsident Alexander Deichsel gründete 1982, unabhängig von der FTG, die Ferdinand-Tönnies-Arbeitsstelle (FTA) am Institut für Soziologie der Universität Hamburg, die 2003 an die Fakultät für Interdisziplinäre Forschung und Fortbildung der Universität Klagenfurt überführt und dort unter der Leitung Rolf Fechners (1948–2011) im Institut Technik- und Wissenschaftsforschung etabliert wurde. Nach dem Tode Fechners übernahm Arno Bammé die FTA-Leitung in Klagenfurt. Der Forschungsfortgang wurde bis zu ihrer Einstellung im Jahr 2019 von der Zeitschrift Tönnies-Forum begleitet.
Aktuelle Vertreter der Tönnies-Forschung (Stand 2018) sind unter anderen Arno Bammé (Klagenfurt), Uwe Carstens (Kiel), Cornelius Bickel (Kiel), Alexander Deichsel (Hamburg), Peter-Ulrich Merz-Benz (Zürich) und Alexander Wierzock (Essen/Berlin). Merz-Benz, der sich insbesondere mit soziologischer Theorie, Ideengeschichte und Philosophie beschäftigt, habilitierte sich 1994 mit der Arbeit „Tiefsinn und Scharfsinn. Ferdinand Tönnies' begriffliche Konstitution der Sozialwelt“ und wurde hierfür 1995 mit dem Premio Amalfi ausgezeichnet. Deichsel entwickelte eine Markensoziologie, deren Grundannahme auf Tönnies’ Prinzip der Bejahung basiert. Bammé betont Tönnies’ Aktualität. Seine bahnbrechende Erkenntnis von der soziologischen Bedeutung der Abspaltung des Geistes vom unmittelbaren menschlichen Organismus (Gemeinschaft), die Gesellschaft konstituieren half, werde erst jetzt besonders deutlich. Gesellschaft sei heute ohne aktive Gestaltungsabsichten und -interventionen der in ihr zusammengefassten Menschen denkbar und möglich. Sie werde zunehmend von den transhumanen Kommunikationsprozessen intelligenter Computersysteme zusammengehalten. Die in das Sozialgeschehen involvierten Individuen, Handlungen und Ereignisse seien nicht länger durch einen gemeinsamen Ort miteinander verbunden. Darin liege der sich erst heute in seiner tieferen Bedeutung erschließende Sinn der Unterscheidung von natürlich-organischer Gemeinschaft und künstlich-mechanischer Gesellschaft. Bammé folgert daraus: „Nicht ohne eine gewisse Berechtigung lässt sich deshalb sagen, dass Tönnies ein anderes Jahrhundert brauchte, um wirklich verstanden zu werden. Von den Klassikern der Soziologie dürfte er mithin der aktuellste sein.“
Im Mai 2024 ging die digitale Ferdinand Tönnies-Briefedition (FTBE) online. Die Edition entstand in Kooperation des Trier Center for Digital Humanities der Universität Trier (Thomas Burch), des Kulturwissenschaftlichen Instituts Essen (Hans-Georg Soeffner und Uwe Dörk) und der Schleswig-Holsteinischen Landesbibliothek (Martin Lätzel).
Das Projekt wurde von der Deutschen Forschungsgemeinschaft gefördert.

## Ehrungen

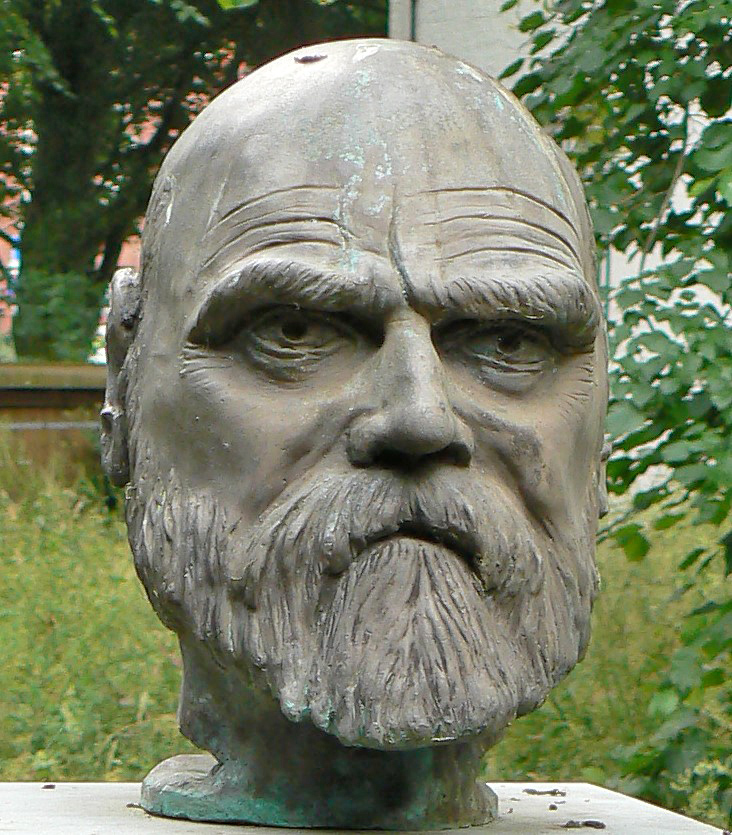
Ferdinand Tönnies
Denkmal-Büste von Raimund Kittl in Husum

- 1916: Ernennung zum Geheimen Regierungsrat[146][147]
- 1918: Finnisches Freiheitskreuz III. Klasse[148]
- 1920: Verdienstkreuz für Kriegshilfe[149]
- 1921: Ehrendoktor der Universität Hamburg
- 1925: Ehrendoktor der Rheinischen Friedrich-Wilhelms-Universität Bonn
- 1956: Gründung der Ferdinand-Tönnies-Gesellschaft (FTG) in Kiel
- 1962: Einweihung des Ferdinand-Tönnies-Hauses als Studentenwohnheim
- 1990: Zum 135. Geburtstag wurde ein von Raimund Kittl gestaltetes Denkmal in Oldenswort eingeweiht.
- 1992: Umbenennung einer Husumer Schule in Ferdinand-Tönnies-Schule
- 2005: Zum 150. Geburtstag wurde eine ebenfalls von Kittl geschaffene Tönnies-Büste vor dem Husumer Schloss errichtet.
- 2008: Die Universität Kiel verleiht erstmals die Ferdinand-Tönnies-Medaille
- In Eutin, Husum und Kiel sind Straßen nach Tönnies benannt.

## Schriften

### Werkausgaben
Es erscheinen zwei Werkausgaben, die auf 24 Bände angelegte Ferdinand-Tönnies-Gesamtausgabe („Kieler Edition“), die chronologisch angelegt ist. Sie erscheint seit 1998 im Verlag Walter de Gruyter. Die „Klagenfurter Edition“ erscheint seit 2008 im Profil-Verlag (München/Wien) und ist am Pertinenzprinzip orientiert, sie ist inhaltlich-thematisch strukturiert.

### Einzelschriften (Auswahl)
Der aktuellen Tönnies-Forschung zufolge (Stand August 2023) sind mehr als 1.150 Veröffentlichungen von Tönnies bekannt, wobei diverse Nachdrucke als einzelne Veröffentlichungen gezählt werden.
- De Jove Ammone questionum specimen. Ludwig Friedrich Fues, Tübingen 1877 (Dissertationsschrift).
- Gemeinschaft und Gesellschaft. Abhandlung des Communismus und des Socialismus als empirischer Culturformen. Berlin, 1887 (Digitalisat und Volltext im Deutschen Textarchiv); ab der 2. Auflage 1912 mit dem Untertitel Grundbegriffe der reinen Soziologie. Zu Lebzeiten acht Auflagen, die letzte 1935, danach mehrfach neu aufgelegt, zuletzt (Nachdruck der 8. Auflage) Wissenschaftliche Buchgesellschaft, Darmstadt 2010, ISBN 978-3-534-23158-4; Profil, München 2017 (herausgegeben von Arno Bammé und Rolf Fechner), ISBN 978-3-89019-663-3 sowie De Gruyter, Berlin/Boston 2019 (herausgegeben von Bettina Clausen und Dieter Haselbach als Band 2 der Ferdinand Tönnies Gesamtausgabe), ISBN 978-3-11-015835-9.
- Philosophische Terminologie in psychologisch-soziologischer Ansicht. Thomas, Leipzig 1906; neu aufgelegt in: Ferdinand Tönnies Gesamtausgabe. Band 7, herausgegeben von Arno Bammé und Rolf Fechner, De Gruyter, Berlin/New York 2009, ISBN 978-3-11-015840-3, S. 119–250; sowie herausgegeben von Rolf Fechner, Profil, München 2011, ISBN 978-3-89019-661-9.
- Die Sitte. Rütten & Loening, Frankfurt am Main 1909; Nachdruck Keip, Frankfurt am Main 1970, ohne ISBN.
- Die soziale Frage (bis zum Weltkriege). De Gruyter, Berlin/Leipzig 1907, zuletzt: Die soziale Frage bis zum Weltkriege, unveränderter Nachdruck der 4. Auflage von 1926, De Gruyter, Berlin/New York 1989, ISBN 978-3-11-012238-1.
- Thomas Hobbes, der Mann und der Denker. Osterwiek, Leipzig 1912. Zweite, erweiterte Auflage der Schrift Thomas Hobbes – Leben und Lehre, F. Frommann, Stuttgart 1896; neu aufgelegt als Thomas Hobbes – Leben und Lehre, herausgegeben von Arno Bammé. Profil, München/Wien 2014, ISBN 978-3-89019-702-9.
- Marx. Leben und Lehre. Lichtenstein, Jena 1921; neu aufgelegt herausgegeben von Arno Bammé, Profil, München/Wien 2013, ISBN 978-3-89019-647-3.
- Kritik der öffentlichen Meinung. Julius Springer, Berlin 1922; neu aufgelegt in Ferdinand Tönnies Gesamtausgabe. Band 14, herausgegeben von Alexander Deichsel, Rolf Fechner und Rainer Waßner, De Gruyter, Berlin/New York 2002, ISBN 978-3-11-015349-1; außerdem herausgegeben von Arno Bammé und Ingrid Reschenberg, Profil, München 2018, ISBN 978-3-89019-726-5.
- Soziologische Studien und Kritiken. Erste Sammlung. Gustav Fischer, Jena 1925; neu aufgelegt in Ferdinand Tönnies Gesamtausgabe. Band 15, herausgegeben von Dieter Haselbach, Berlin/New York 2000, ISBN 978-3-11-015847-2.
- Soziologische Studien und Kritiken. Zweite Sammlung. Gustav Fischer, Jena 1926; neu aufgelegt in Ferdinand Tönnies Gesamtausgabe. Band 17, herausgegeben von Dieter Haselbach, Berlin/Boston 2023, ISBN 978-3-11-015849-6.
- Soziologische Studien und Kritiken. Dritte Sammlung. Gustav Fischer, Jena 1929.
- Einführung in die Soziologie. Enke, Stuttgart 1931; Nachdruck mit einer Einführung von Rudolf Heberle 1965; neu aufgelegt als Einführung in die Soziologie, hrsg. von Arno Bammé und Ingrid Reschenberg, Profil-Verlag, München/Wien 2018 sowie De Gruyter, Berlin/Boston 2021 (herausgegeben von Dieter Haselbach) als Band 21 Ferdinand Tönnies Gesamtausgabe, ISBN 978-3-11-015853-3.
- Geist der Neuzeit. Buske, Leipzig 1935; neu aufgelegt in Ferdinand Tönnies Gesamtausgabe. Band 22, herausgegeben von Lars Clausen, De Gruyter, Berlin/New York 1998, ISBN 978-3-11-015854-0; ergänzt um Ferdinand Tönnies Gesamtausgabe. Band 22, Teilband 2, herausgegeben von Uwe Carstens und Bärbel Carstens (Teile II, III und IV posthum), De Gruyter, Berlin/New York 2016, ISBN 978-3-11-046027-8; außerdem herausgegeben von Rolf Fechner, Profil, München/Wien 2010, ISBN 978-3-89019-680-0.
- Die Tatsache des Wollens. Aus dem Nachlass herausgegeben von Jürgen Zander, Duncker und Humblot, Berlin 1982, ISBN 978-3-428-05242-4.

### Veröffentlichungen unter Pseudonymen
Ferdinand Tönnies hat mehrfach unter der Verwendung von Pseudonymen Texte veröffentlicht. Mit dem Namen Normannus, auf den er in der Zeit von 1895 bis 1913 zurückgriff, hat er in erster Linie für die Halbmonatsschrift Das freie Wort geschrieben. Dabei handelt es sich vor allem tagesaktuelle Texte, die kritisch angelegt sind. Mit Im Namen der Gerechtigkeit. Kritik der Umsturzvorlage von 1895 legte Tönnies als Normannus eine Monografie gegen die 1894 eingebrachte Umsturzvorlage vor. Tönnies hat auch auf andere Pseudonyme zurückgegriffen, sein Buch Der Gang der Revolution von 1919 erschien ohne Angabe eines Verfassers.

### Briefwechsel
- Ferdinand Tönnies, Friedrich Paulsen. Briefwechsel 1876–1908 (= Veröffentlichungen der Schleswig-Holsteinischen Universitätsgesellschaft. Neue Folge, Band 27). Hrsg. von Olaf Klose, Eduard Georg Jacoby und Irma Fischer. Hirt, Kiel 1961.
- Ferdinand Tönnies, Harald Höffding: Briefwechsel (= Beiträge zur Sozialforschung. Band 4). Hrsg. und kommentiert von Cornelius Bickel und Rolf Fechner, Duncker & Humblot, Berlin 1989, ISBN 3-428-06773-8.
- Dieter Lohmeier: Der Briefwechsel zwischen Theodor Storm und Ferdinand Tönnies, in: Stormlektüren. Festschrift für Karl Ernst Laage zum 80. Geburtstag, hrsg. v. Gerd Eversberg, David Jackson und Eckart Pastor, Würzburg 2000, S. 91–127.
- Ferdinand Tönnies, Anton Thomsen: Briefwechsel 1905-1916 (= Tönnies im Gespräch Band 17). Hrsg. v. Rolf Fechner (†) und Arno Bammé, München, Wien 2024, ISBN 978-3-89019-807-1.

### Einführungen
- Cornelius Bickel: Ferdinand Tönnies (1855–1936). In: Dirk Kaesler (Hrsg.): Klassiker der Soziologie. Band 1: Von Auguste Comte bis Alfred Schütz. 6., überarbeitete und aktualisierte Auflage. C.H. Beck, München 2012, ISBN 978-3-406-64297-5, S. 132–146.
- Arno Bammé: Ferdinand Tönnies. Eine Einführung. Metropolis, Marburg 2018, ISBN 978-3-7316-1373-2.
- Eduard Georg Jacoby: Die moderne Gesellschaft im sozialwissenschaftlichen Denken von Ferdinand Tönnies. Eine biographische Einführung. Enke, Stuttgart 1971, ISBN 3-432-01679-4; Neuausgabe: Profil, München 2013, ISBN 978-3-89019-699-2.
- Christopher Adair-Toteff (Hrsg.): The Anthem companion to Ferdinand Tönnies. Anthem Press, London/New York 2016, ISBN 978-0-85728-182-1.

### Biographien
- Cornelius Bickel: Ferdinand Tönnies. Soziologie als skeptische Aufklärung zwischen Historismus und Rationalismus. Westdeutscher Verlag, Opladen 1991, ISBN 3-531-12110-3 (Sonderausgabe Profil Verlag, Wien/München 2020 mit dem Titel Soziologie als skeptische Aufklärung zwischen Historismus und Rationalismus).
- Uwe Carstens: Ferdinand Tönnies. Friese und Weltbürger. Ergänzte und völlig überarbeitete 2. Auflage, Nordfriisk Instituut, Bredstedt 2013, ISBN 978-3-88007-381-4 (zuerst 2005).
- Uwe Carstens: Lieber Freund Ferdinand. Die bemerkenswerte Freundschaft zwischen Theodor Storm und Ferdinand Tönnies. BoD, Norderstedt 2008, ISBN 978-3-8370-4762-2.
- Alexander Wierzock: Ferdinand Tönnies (1855–1936). Soziologe und Ethiker. Königshausen & Neumann, Würzburg 2022, ISBN 978-3-8260-7573-5.

### Einträge in Lexika und Handbüchern
- Ferdinand Tönnies, Kiel. In: Die Philosophie der Gegenwart in Selbstdarstellungen. Hrsg. Raymund Schmidt. Leipzig 1922 (2. Auflage 1923), Band 3, S. 203–242.
- Wilhelm Bernsdorf, Werner J. Cahnman: Tönnies, Ferdinand. In: Wilhelm Bernsdorf, Horst Knospe (Hrsg.): Internationales Soziologenlexikon. Band 1: Beiträge über bis Ende 1969 verstorbene Soziologen. 2. neubearbeitete Auflage. Enke, Stuttgart 1980, ISBN 3-432-82652-4, S. 442–447.
- Dirk Kaesler: Tönnies, Ferdinand. In: Neue Deutsche Biographie (NDB). Band 26, Duncker & Humblot, Berlin 2016, ISBN 978-3-428-11207-4, S. 323 (Digitalisat).
- Bernd Kettern: Tönnies, Ferdinand. In: Biographisch-Bibliographisches Kirchenlexikon. Band 12, Bautz, Herzberg 1997, ISBN 3-88309-068-9, Sp. 260–263.
- Rolf Fechner: Ferdinand Tönnies. In: Thomas Bedorf, Andreas Gelhard (Hrsg.): Die deutsche Philosophie im 20. Jahrhundert. Ein Autorenhandbuch. 2. Auflage, Wissenschaftliche Buchgesellschaft, Darmstadt 2015, ISBN 978-3-534-74025-3, S. 288–290.

### Festschrift
- Reine und angewandte Soziologie. Eine Festgabe für Ferdinand Tönnies zu seinem 80. Geburtstage am 26. Juli 1935. Dargebracht von Albrecht et al., Hans Buske, Leipzig 1936 (Nachdruck, Keip, Frankfurt am Main 1989; Nachdruck, Profil, München/Wien 2018, ISBN 978-3-89019-730-2).
- Symbol, Bewegung, Rationalität. Zum 50. Todestag von Ferdinand Tönnies. Hrsg. von Carsten Schlüter, Königshausen + Neumann, Würzburg 1987, ISBN 3-88479-333-0.

### Einzeluntersuchungen (Auswahl)
- Alfred Bellebaum: Das soziologische System von Ferdinand Tönnies unter besonderer Berücksichtigung seiner soziographischen Untersuchungen. Hain, Meisenheim am Glan 1966; identischer Nachdruck, Profil, München/Wien 2016, ISBN 978-3-89019-712-8.
- Cornelius Bickel und Sebastian Klauke (Hrsg.): Ferdinand Tönnies und die Soziologie- und Geistesgeschichte. Springer VS, Wiesbaden 2022, ISBN 978-3-658-39240-6.
- Norbert S. Blüm: Willenslehre und Soziallehre bei Ferdinand Tönnies. Ein Beitrag zum Verständnis von „Gemeinschaft und Gesellschaft“. Dissertationsschrift, Universität Bonn 1967; neu herausgegeben und mit einem Nachwort versehen von Arno Bammé, Profil, München/Wien 2018, ISBN 978-3-89019-729-6.
- Niall Bond: Understanding Ferdinand Tönnies’ Community and society. Social theory and political philosophy between enlighted liberal individualism and transfigured community. Lit, Wien/Zürich/Berlin/Münster 2013, ISBN 978-3-643-90138-5.
- Uwe Carstens (Hrsg.): Ferdinand Tönnies. Der Sozialstaat zwischen Gemeinschaft und Gesellschaft (= Reihe Staatsverständnisse. Band 70). Nomos, Baden-Baden 2014, ISBN 978-3-8487-1626-5.
- Lars Clausen, Franz Urban Pappi (Hrsg.): Ankunft bei Tönnies. Soziologische Beiträge zum 125. Geburtstag von Ferdinand Tönnies. Walter G. Mühlau, Kiel 1981, ISBN 978-3-87559-038-8.
- Lars Clausen u. a. (Hrsg.): Tönnies heute. Zur Aktualität von Ferdinand Tönnies. Walter G. Mühlau, Kiel 1985, ISBN 978-3-87559-047-0.
- Lars Clausen, Carsten Schlüter[-Knauer] (Hrsg.): Hundert Jahre „Gemeinschaft und Gesellschaft“. Ferdinand Tönnies in der internationalen Diskussion. Leske und Budrich, Opladen 1991, ISBN 978-3-663-01368-6.
- Lars Clausen, Carsten Schlüter[-Knauer] (Hrsg. unter Mitarbeit von Rolf Fechner): „Ausdauer, Geduld und Ruhe“. Fragen und Quellen der Tönnies-Forschung. Fechner, Hamburg 1991, ISBN 3-9801498-8-9 (Neuausgabe München, Wien 2025).
- Alexander Deichsel: Von Tönnies her gedacht (= Materialien der Ferdinand-Tönnies-Arbeitsstelle. Band 5). Fechner, Hamburg 1987, ISBN 3-9801498-0-3 (neu herausgegeben und mit einem Nachwort versehen von Arno Bammé, Profil, München/Wien 2020, ISBN 978-3-89019-749-4).
- Rolf Fechner: Ferdinand Tönnies. Werkverzeichnis (= Tönnies im Gespräch.). Walter de Gruyter, Berlin/New York 1992, ISBN 3-11-013519-1.
- Dieter Haselbach (Hrsg.): Ferdinand Tönnies und die Debatte um Gemeinwohl und Nachhaltigkeit. Springer VS, Wiesbaden 2023, ISBN 978-3-658-39243-7 (E-Book, Printversion ist für Mai 2023 angekündigt).
- Peter-Ulrich Merz-Benz: Tiefsinn und Scharfsinn. Ferdinand Tönnies’ begriffliche Konstitution der Sozialwelt. Frankfurt am Main 1995, ISBN 3-518-58186-4 (der Band erhielt im gleichen Jahr den Amalfi-Preis).
- Peter-Ulrich Merz-Benz: Erkenntnis und Emanation. Ferdinand Tönnies’ Theorie soziologischer Erkenntnis. Springer VS, Wiesbaden 2016, ISBN 978-3-658-02287-7.
- Peter-Ulrich Merz-Benz: Ferdinand Tönnies – Wille, Tiefsinn, Gemeinsinn. In: Kieler sozialwissenschaftliche Revue, 2-2023, S. 85–94 (Open-Access).
- Günther Rudolph: Die philosophisch-soziologischen Grundpositionen von Ferdinand Tönnies. Fechner, Hamburg 1995, ISBN 3-929215-07-1 (zuerst erschienen 1967; neu herausgegeben und mit einem Nachwort versehen von Arno Bammé, Profil, München/Wien 2021, ISBN 978-3-89019-751-7).
- Carsten Schlüter[-Knauer] (Hrsg.): Symbol – Bewegung – Rationalität. Zum 50. Todestag von Ferdinand Tönnies. Königshausen und Neumann, Würzburg 1987.
- Carsten Schlüter-Knauer: Theorie, Empirie, Demokratie. Impulse von Ferdinand Tönnies für die Politische Wissenschaft. In: Wilhelm Knelangen, Tine Stein (Hrsg.): Kontinuität und Kontroverse. Die Geschichte der Politikwissenschaft an der Universität Kiel. Klartext, Essen 2013, S. 257–292, ISBN 978-3-8375-0763-8.
- Swiss Journal of Sociology (Hrsg.): Community and Society in the Discourse of Modern Sociology: Essays in Honour of Ferdinand Tönnies on the Occasion of his 150th Birthday. Band 32, 2006, Heft 1 (mit Beiträgen von Albert Salomon, Peter-Ulrich Merz-Benz, Gerhard Wagner, Stefan Bertschi).
- Alexander Wierzock: Nähe und Distanz eines Intellektuellen zur Sozialdemokratie. Ein vergessenes Gutachten des Soziologen Ferdinand Tönnies zur Revision des Erfurter Programms, in: Archiv für Sozialgeschichte, 55. Band, 2015, S. 321–342.
- Alexander Wierzock: Eine Wissenschaft über den Parteien. Zum Verhältnis von Soziologie und Politik bei Ferdinand Tönnies. Soziopolis, 7. September 2021.
- Alexander Wierzock: Neue Disziplin, neue Anwendungen Ferdinand Tönnies und die Soziologie als Lehr-, Forschungs- und Reformfach. Soziopolis, 20. Januar 2022.
- Alexander Wierzock und Sebastian Klauke: Zur Schulbildung um Ferdinand Tönnies. Annäherungen an einen Personenzusammenhang. In: Martin Endreß und Stephan Moebius (Hrsg.): Zyklos 7. Jahrbuch für Theorie und Geschichte der Soziologie, Springer VS, Wiesbaden 2023, ISBN 978-3-658-40857-2, S. 449–474.
- Alexander Wierzock: Die Stadt als Schauplatz der Reformation. Blickfelder auf den Protestantismus bei Ferdinand Tönnies. In: Kieler sozialwissenschaftliche Revue, 2-2023, S. 95–107 (Open-Access).